# Globalització a Andorra

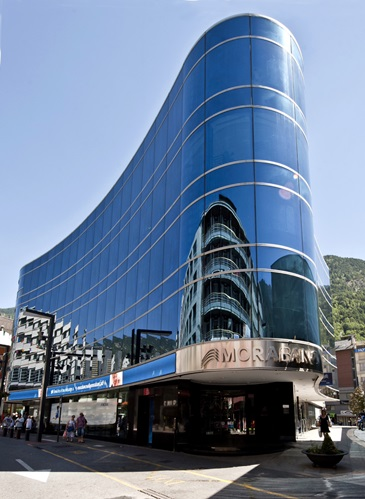
Degut a la Gran Recessió, el sector financer europeu resol reduir la seua plantilla d'assalariats excusant-se d'adaptar-se a la Revolució Digital.

La introducció de la Globalització a Andorra va representar un mal de cap per a la població andorrana. La desregularització dels mercats financers i l'atorgament de crèdits dits subprimes als Estats Units va provocar una crisi de grans dimensions a Andorra. El país entra doncs a l'era del sense fronteres amb una greu crisi econòmica que afectà notablement tots els sectors del país, llevat del bancari, que es veié dia rere dia amb superàvits. Un situació del tot paradoxal i que diu molt de les estratègies econòmiques anteriors a la Gran Depressió del 2008.
Diversos elements porten Andorra a una crisi política i econòmica que va afectar el sector bancari andorrà, portant-lo a exportar-se per primera vegada a la història cap a l'exterior. En primer lloc tenim la Guerra contra el Terrorisme que va aixecar moltes sospites sobre els paradisos fiscals perquè el crim organitzat hi feia passar els diners amb què després es lliuraven les guerres contra els estats liberals d'Occident. En segon lloc hi tenim una crisi econòmica de grans dimensions que afecta tota l'estructura econòmica i els governs europeus decideixen salvar els bancs per salvar el sistema monetari i les economies nacionals. Creix doncs un descontentament generalitzat cap a qui es dedica a evadir imposts i els paradisos fiscals, com Andorra, són objecte de crítica. En tercer i últim terme, França decideix lliurar una dura competència a escala global contra el món anglosaxó per tal d'esdevenir la nova superpotència del planeta. En consonància amb això, decideix criticar els paradisos fiscals, acusant-los de prendre els imposts dels francesos quan, de fet, la intenció és més aviat tallar el proveïment financer d'Anglaterra.
Per tot plegat el copríncep francès Nicolas Sarkozy resol posar contra les cordes el govern andorrà si no aboleix el secret bancari i no posa punt final al sistema de paradís fiscal. En plena crisi econòmica, se succeeixen els governs, trasbalsen les majories parlamentàries, Andorra pateix d'una fuita d'immigrants, decreix i el dèficit estatal s'apuja a rècords inassolits fins aleshores. En plena posició d'abús de poder, França diu estar diposada a desfer-se dels Pariatges mentre el govern liberal, en plena tossudesa, voldria arriscar-se a assumir sancions a canvi de no abandonar el model econòmic. Els bancs que fins aleshores vivien de forma més o menys hermètica, amb un grau de proteccionisme força elevat, surten del país per exportar els negocis. L'estira-i-arronsa cedeix i Andorra és obligada a sortir de la Llista dels paradisos fiscals de l'OCDE.
Davant d'una economia totalment esgotada, el copríncep episcopal decideix posar en qüestió els Pariatges si el parlament andorrà aprova la unió dels matrimonis homosexuals i si autoritza l'avortament. Malgrat les enquestes, que donen el vist-i-plau a aquestes dues propostes legislatives, amb una àmplia majoria a favor del col·lectiu homosexual, gairebé un 70%, el govern andorrà utilitza la via menys popular i fa cas al copríncep episcopal. Aquest fet va fer que el Papa Francesc, representant del Vaticà i l'Església catòlica, pressionarà l'octubre al copríncep episcopal, Joan-Enric Vives, amenaçant-lo de fer-lo dimitir en cas de legalitzar-se i fent que l'església romana renunciaria a tindre un cap d'estat andorrà. Qüestió no resolta, Andorra es veu al vell mig de la globalització amb una economia esgotada i que s'ha de reinventar, amb noves negociacions amb la Unió Europea, nova moneda i, sobretot, sense grans adaptacions al neoliberalisme.
Durant la crisi les multinacionals absorbeixen les seus rivals i tenim una primera etapa del neoliberalisme. Una etapa que es recolza en la Revolució Digital que impregna Andorra, sobretot la primera que arriba en consonància amb la resta de països del seu entorn. Cosa diferent fou la segona, la robòtica, que s'introduí amb menys facilitat. La teoria del progrés torna a posar-se en marxa i Andorra mira de construir la seva pròpia capital mundial amb emblemes com la projecció d'un Cloud i equips de treball d'estil think tank com Actua. Un escenari que no pot considerar-se sense el canvi climàtic.

## Historiografia
Per a aquest període històric, trobem moltes recerques periodístiques, divulgacions en forma de documentari i poc més.
Les primeres fonts a consultar són:
- Eric Merola (2020) The Andorra's Hustel. Amazon
- Ricard Poy (2019) Les set plagues de BPA. Autoedició

El primer concerneix la part afectada a la caiguda de BPA. Exposa els arguments i les proves de què disposa BPA. El segon és un llibre que s'ha demostrat que conté informació falsa. Havent estat escrit pel fundador de Poble Andorrà (diari digital), avui Digitalandorra.com, el qual titula aleshores que el treball d'Eric Merola està ideat per a difamar Andorra, fa suposar que s'ha editat per a difamar BPA. En qualsevol dels casos tots dos documents són testimoniatges de primera mà de les dues bandes.
Per tal d'esclarir l'afer BPA, el periodista Carlos Quílez publica:
- Carlos Quílez (2021) El contragolpe. Península

A parer de les filtracions publicades per la ràdio RAC1, la recerca feta per Carlos Quílez és seriosa. Dites filtracions poden ser considerades com a fonts:
- Els correus secrets del CNI que impliquen Rajoy, Andorra i els EUA a l'operació Catalunya: "Seguim ordres del president" (RAC1, 07-04-25)[2] - arxiu

Diversos treballs divulgatius esclareixen els fets i aporten context:
- Genís Cormand (2021) Pujol: els secrets d'Andorra, CCMA
- Armengou Martín (2021) Jorge Fernánde Díaz, CCMA.
- Luís Arcarazo (2020) El judici. CCMA.

El periodista català Maiol Roger Homs ha pogut fer recerca sobre Jordi Pujol i el seu treball ajuda enormement a contextualitzar i aclarir tot allò que fa esment a les deixes de Pujol a Andorra.
- Maiol Roger Homs. La Gran Família (Angle Editorial, 2015).
- Maiol Roger Homs. Mentides i astúcies del judici (Enciclopèdia Catalana, 2019)

Per tal de saber-ne més sobre el rei espanyol hom pot mirar de trobar respostes en diversos treballs divulgatius,
- Roland Rossier, Maure Losa (2021) Sexe, pouvoir et argent : la vie sans limites de Juan Carlos, ancien roi d'Espagne. RTS

Però també en recerques periodístiques,
- Albert Calatrava i González, Eider Hurtado i Perises, Ana Pardo de Vera i Posada, Octavi Gil i Pujol. L'armadura del rei (ARA, Edicions, 2021)

L'executiu andorrà ha presentat la seva versió de la història en diversos articles que constitueixen fonts sobre el tancament de BPA,
- Afer BPA: Fets i memòria (I) - Diari d'Andorra, 14-04-25 - arxiu
- Afer BPA: Fest i memòria (II) - Diari d'Andorra, 14-04-25 - arxiu

La recerca feta pel periodista Carlos Quílez sobre Jordi Cinca, pot esclarir més bé la veracitat de les paraules de l'executiu andorrà,
- Carlos Quílez (2016) Diamantes sucios. Amazon

L'afer referent als paradisos fiscals no ha fet objecte de recerques i Rubí Ariel Rocha Simoes esmenta notícies de premsa:
- Rubí Ariel Rocha Simoes (2018) Els Anys (No tant) Daurats. Editorial Círculo Rojo

El treball, però, amb premsa i arxius de recolzament, explora els anys 1990 fins als anys 2000. La crisi econòmica, els paradisos fiscals, etc, són assumptes que hi són abordats. El treball resta superficial.
Pel mateix període i sobre el drets d'homosexuals i dones a avortar, paguen les recerques del periodista Pere Rodríguez que hauria descobert que el co-príncep episcopal hauria amagat un afer de pederàstia:
- Pere Rodríguez. La vida sexual del clero. Punto de Lectura, 1995
- Pere Rodríguez. Pederastia en la Iglesia católica. Barcelona: Ediciones B, 2002

Vanessa Mendoza, perseguida pel Govern d'Andorra en l'afer de l'avortament, ha publicat un llibre (Absolta) que explica els esdeveniments, però és una autoedició que no es troba enlloc i que des d'Internet no es pot verificar.
Per al mateix període paguen les recerques de:
- Lorena Tortosa Guerrero (2013) Andorra. Del porta a porta al 2.0. Ediciones Carena

A més dels treballs de divulgació:
- Albert Segura i Anna Sanmartí (2020) El mirall andorrà CCMA

Com a testimoniatge de les opinions emeses sobre el procés d'independència català, paga la lectura de, 
- Josep Enric Dallerès. Vuitanta-dos dies d'octubre (Editorial Anem, 2016)

## Un món global

### Neoliberalisme
La globalització és un terme batejat durant la dècada dels 1990 a Europa per designar la introducció del neoliberalisme arrel dels esdeveniments sorgits per la caiguda del petroli i del mur de Berlín. El liberalisme és una doctrina econòmica que s'ha promogut d'ençà el segle xvii al Regne Unit i de forma general als països anglosaxons perquè, si partix d'aquests països, representa un benefici en l'àmbit polític per als qui el promouen. El neoliberalisme és doncs una reformulació del liberalisme clàssic que es presenta amb nous termes (globalització, neoliberalisme, mundialització, etc) però que no fa altra cosa que perllongar un model ja conegut, que és el del colonialisme europeu clàssic. Per això de forma més eufemística es parla de mcdonalització de la societat mundial i en termes marxistes es parla de neocolonització. Comença amb l'elecció del president dels Estats Units Ronald Reagan i de la primera ministra britànica Margaret Thatcher. Tots dos iniciaren un procés d'introducció del neoliberalisme a escala global amb l'ajut de França que d'ençà la creació de la Unió Europea posa les bases per a un món dominat per l'economia capitalista liberal.
Existixen diversos estudis al voltant de la globalització però de forma general hi ha dues grans corrents: l'escèptica i la globalista. La primera parla en termes de neocolonització mentre que la segona pren la teoria del progrés i l'aplica al neocolonialisme donant-hi nous termes, com globalització, i, de fet, s'inventa i tot de nous comportaments societaris. La conseqüència de l'aplicació del neoliberalisme porta a l'anomenat sistema món en què s'accentua les diferències entre el tercer món i el primer món. Segons el globalisme, el neoliberalisme permet a través de l'alliberament de les fronteres de produir riquesa mundial i fer créixer els països d'arreu del món. Quelcom que ha estat demostrat que és efectivament així però que es porta des dels imperis europeus, principalment el Regne Unit, França, Estats Units i els seus satèl·lics, amb l'objectiu d'imposar a tot el planeta un domini colonial. De tenir efectes contraris, s'albira una reacció de proteccionisme par part dels mateixos promotors. Així, amb l'elecció de Donald Trump com a president dels Estats Units a la dècada dels 2010, el món anglosaxó es replega i torna al proteccionisme després de veure que aquest és utilitzat per la Xina com a forma de colonitzar el globus.
En efecte, per comprendre la globalització cal comprendre la doctrina del vessant empresarial. Si agafem un producte i el seu cicle de vida, veiem que una empresa que produïx un producte determinat, el fa fabricar a països del tercer món perquè la mà d'obra és barata. El producte es ven molt bé al propi país fins que perd protagonisme perquè és conegut i, per tant, l'empresa l'exporta a mercats de consum, com Europa. D'aquesta forma el producte coneix una segona vida. Les vendes donen uns ingressos elevats a les multinacionals que es dediquen doncs a evadir-los en paradisos fiscals amb l'objectiu d'anar cumulant capital. Si, en efecte, tot partix d'empreses anglosaxones, el circuït permet exportar el mode de vida anglosaxó i per això hi ha un domini implícit, és a dir, neocolonial del món.
Les multinacionals europees i estatunidenques s'han aprofitat d'aquest model fins que la Xina s'ha tornat en una potència i ha passat a exportar les seues pròpies multinacionals. Això, que treu guanys a les multinacionals occidentals, porta el govern de Donald Trump a imposar mesures proteccionistes contra la Xina. I és que el model neoliberal permet fer créixer països pobres i la mostra evident d'això és la mateixa Xina. Tot just començar el segle xxi, França decidix difamar el món anglosaxó i presentar un discurs del bonisme civilitzador perquè, gelosa de l'èxit anglosaxó, voldria esdevenir la primera potència del món. En efecte, fou l'economista Ricardo qui apuntà que a la llarga el món anglosaxó es veuria afectat pel neoliberalisme perquè la Xina mateixa ha demostrat saber desplaçar el poder tou i això explica que França vulga continuar promovent el neoliberalisme a Europa amb la Unió Europea que controla de forma més o menys explícita. Aquesta política entre colonitzadors confrontats, la Xina, els Estats Units i França, desestabilitza completament Andorra que es troba tot de cop davant d'una crisi econòmica galopant i la contestació del seu sistema fiscal i la seua pròpia independència. És sobre aquest escenari de Segona Guerra Freda que Andorra rep les conseqüències de la globalització. Andorra encaixa i tot en aquest sistema perquè era un paradís fiscal fins que França decidí per la doctrina Sarkozy que calia "moralitzar el capitalisme" o dit d'una altra manera, fer-li la guerra al món anglosaxó.

#### Límits de l'era global
El sistema econòmic capitalista troba els seus límits, siga a la seua vessant proteccionista com liberal. En efecte, l'economia capitalista està basada en l'obsolescència programada perquè és la manera de produir riquesa. No és ni la terra ni les fronteres les qui produïxen riquesa, però el marxant. Aquest és qui posa el valor del producte i per tal d'incentivar a la compra, programa un consum del compra i llença'l. El problema d'aquesta dinàmica, malgrat els beneficis econòmics que presenta, és que malbarata els recursos naturals.
El medi ambient en queda doncs afectat i a causa d'això s'accelera el canvi climàtic. Les alteracions climàtiques són científicament una realitat provada. La problemàtica que aparïx davant la globalització és que l'ésser humà l'està accelerant amb el seu model econòmic i això porta tot el planeta a la seua destrucció a llarg termini. Alhora l'esgotament de recursos naturals que no són renovables posa en perill la salut, el benestar i l'economia mundial a curt termini. De fet, ha quedat demostrat científicament que d'ençà que l'home inicia la Revolució Industrial durant el segle xix que el globus terrestre a patit d'un escalfament global més pronunciat que aquell que hauria d'haver-se produït per raons naturals.
Per tot això la globalització presenta els seus límits i d'això els governs occidentals i no occidentals no en volgueren saber gaire cosa. Els diners que genera la globalització per a grans empreses i elits era un justificant per no posar aturador al sistema econòmic. Andorra davant d'aquesta situació pateix igualment de les alteracions climàtiques. El turisme d'hivern fou el que es trobà més afectat per les alteracions de les temperatures. El govern andorrà, com els seus homòlegs europeus, no es mostrà gaire proactiu en aquest àmbit i, tanmateix, la població jove andorrana mostra preocupació. Per això mateix el Consell General dels Joves d'Andorra veia com any rere any s'hi proposaven lleis favorables a l'ecologia i a un manteniment del medi ambient.

### Andorra i el liberalisme
Andorra és un país que ha estat històricament proteccionista. Diverses causes expliquen aquesta actitud. En primer lloc podríem dir que políticament és una mena de defensa contra dos gegants, Castella i França, que mai han abandonat les seues ambicions imperials i per aquest motiu han batallat a la història per fer-se amb el microestat. En segon lloc per una mentalitat força conservadora explicable pels esdeveniments polítics com per la situació geogràfica del país. Per això Andorra sempre ha promogut el proteccionisme i fins i tot els partits polítics que diuen ser liberals en realitat no promouen el liberalisme, si més no, de fronteres enfora.
Això explica el llarg trajecte d'acords comercials mantinguts amb Madrid i París. També explica les polítiques migratòries del microestat. En efecte, el país sempre ha posat restriccions a l'entrada i circulació de persones, sobretot arrel de les guerres europees. El traumatisme de veure entrar més gent que la que pot suportar el país per una qüestió de recursos naturals, així com per la presència de població delinqüent o amb vincles polítics que porten problemes per a la situació fràgil de la política andorrana, explica doncs el control de les fronteres.
El país es va proposar a la dècada dels 1990 d'entrar a formar part del Fons Monetari Internacional. Dues raons fan que Andorra no hi fora. Hi havia el fet que Andorra no podria suportar el pes feixuc que comporta ser dins una institució que no aporta més beneficis que l'estricta representació diplomàtica a fora del país, a banda del finançament que se cedeix sempre amb condicions elevades. Si més no aquest era un motiu molt avançat a Andorra. En segon terme hi havia el fet que les importacions provenen principalment de Castella, Catalunya i França i per aquest motiu és preferible mantenir acords amb aquestes tres parts que són més properes i incideixen directament sobre l'economia andorrana.
El país desestima finalment de ser-hi i després de figurar-hi com a estat observador, actualment és membre de ple dret. A banda, Andorra manté contractes bilaterals amb la Unió Europea en quant al comerç i després de la Constitució, una llarga i gairebé interminable tanda de reunions s'encetaren per trobar un marc amb què Andorra poguera adaptar-se al model liberal de la Unió Europea sense ser-hi. En efecte, els governs d'Andorra mai han volgut entrar a la Unió Europea per aquesta tradició proteccionista i per aquest motiu les reunions sempre s'han allargat més del compte. Si bé han permès al país d'incorporar l'euro i encunyar moneda pròpia -euros andorrans- la realitat és que els governs només busquen tractes d'associació amb la Unió Europea, no pas d'integració total.

#### Liberalització dels horaris comercials
Una evidència d'aquesta actitud ambigua amb el liberalisme el trobem a la liberalització dels horaris comercials. La globalització portà la presència de grans magatzems, és a dir, de multinacionals arreu del planeta. Aquestes tenien la capacitat per obrir tot el dia sense pausa. De retruc, els comerços més petits i mitjans es veieren afectats. Alhora les multinacionals presenten un espai gegant on s'hi pot trobar de tot i per aquest motiu no cal anar-se'n de botiga en botiga. Aquesta nova dinàmica del consum portà que progressivament es demanàs una ampliació dels horaris comercials permesos per l'executiu a tot el món. És l'anomenada liberalització dels horaris comercials.
Andorra, que de fronteres cap a fora preferix una política proteccionista, es veu igualment afectada per aquesta liberalització. La primera senyal fou la construcció a la dècada dels 2000 del centre comercial Illa Carlemany que se situada a la cruïlla d'Escaldes-Engordany i Andorra la Vella, a les avingudes comercials principals, com un centre i nucli del consum neoliberal. L'un dels resultats és l'entrada a debat sobre la liberalització dels horaris comercials i, el govern andorrà, liberal en política interior, decreta l'obertura dels comerços durant els dies festius i durant la setmana fins a les nou de la nit passades.
L'excusa presentada pels lobbies neoliberals fou que Andorra és “un país de turisme”. Sota aquesta mateixa excusa, el govern permet l'obertura dels comerços i el sector hoteler durant la Festa Nacional del 14 de Març, la qual cosa ha estat criticada des dels sindicats. En efecte, aquests es queixen d'un govern que decidix obrir els comerços durant dies de celebració laica, com és la Festa Nacional, i, en canvi, demanar el tancament durant celebracions religioses com la festivitat de Nostra Senyora de Meritxell que marca fins i tot els nous cursos legislatius. Se sobreentén, així mateix es queixa l'assalariat, d'una política conservadora, poc laica, molt virada cap a l'Església catòlica i gens curosa amb la classe treballadora. I és que el liberalisme de fronteres cap endins porta els governs andorrans a relaxar progressivament el codi de relacions laborals de manera que existix una vertadera descompensació entre els drets del patronat i de l'assalariat. Aquest segon es veu molt perjudicat per una Llei que no l'acaba de protegir del tot. Els sindicats denunciaven que la gent tenia por a les represàlies, que els acomiadaments improcedents havien augmentat i per això només un 3% de la població estava adherida a un sindicat. El Raonador del Ciutadà alertava que l'assetjament laboral havia incrementat amb la crisi econòmica del 2008. Els socialdemòcrates es van mostrar molt reaccionaris envers aquesta mesura (una mica com la resta de països europeus).
Nota: L'únic govern que ha intentat tancar botigues és l'efímera legislatura de Jaume Bartumeu, socialdemòcrata, que es trobà amb la resistència del patronat. En efecte, algunes botigues decidiren no acatar l'ordre de tancament els diumenges a la tarda. Per a en Jaume Bartumeu l'objectiu era que les famílies pogueren reunir-se i compartir vida de família.

### Revolució Digital

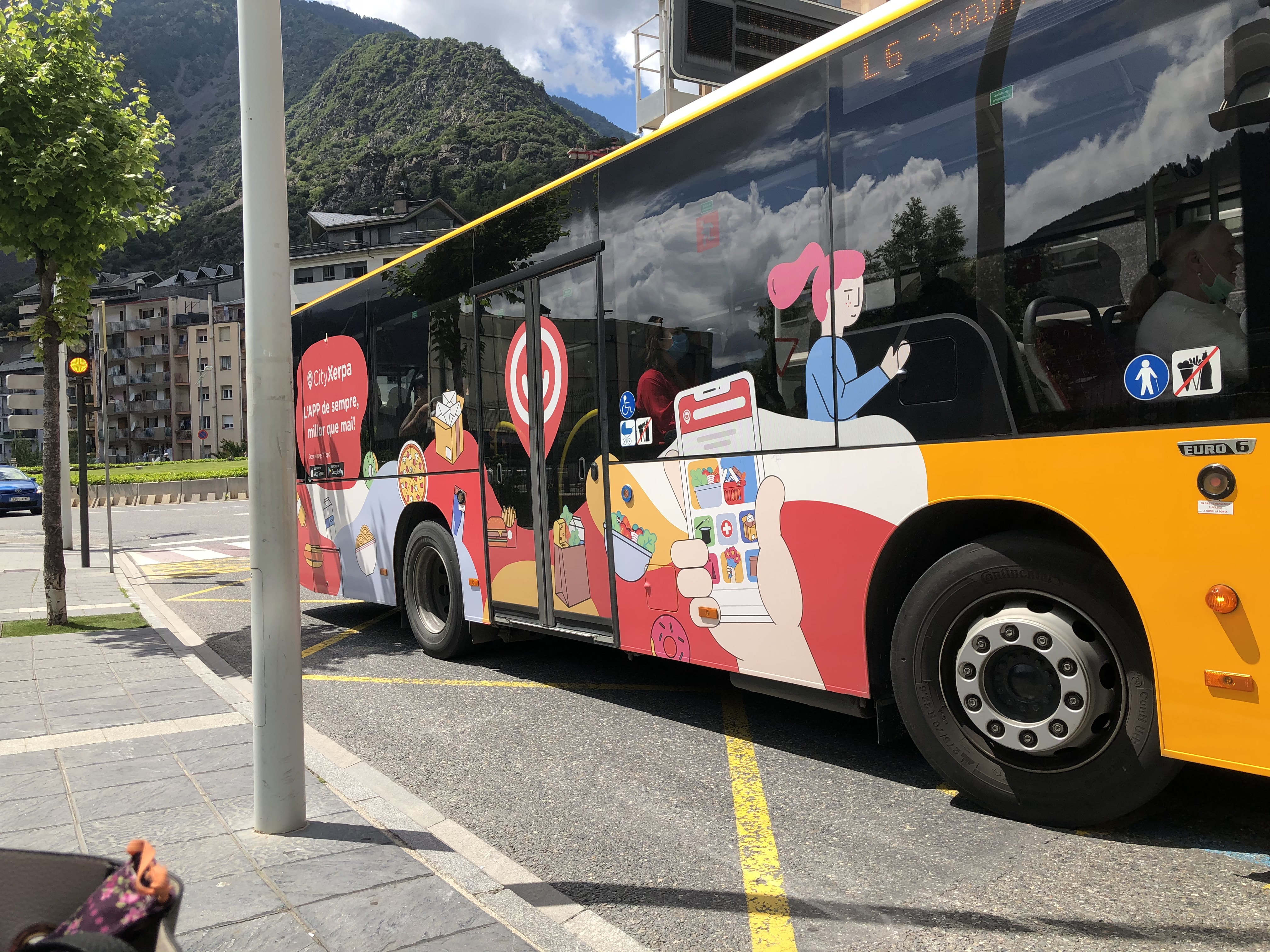
Publicitat de l'aplicació andorrana CityXerpa als busos del microestat europeu.

La implantació del neoliberalisme s'aconseguí a causa d'una campanya de propaganda encetada pels governs occidentals que no feia altra cosa que renovar el discurs del progrés. Un discurs que es presenta de forma diferent però que malgrat les aparences no fa altra cosa que tornar a exaltar la noció d'un progrés constant recolzat per les noves tecnologies i amb què els governs i grans elits aconseguien enriquir-se. Molts cops en detriment de més de la meitat de la població mundial.
El nou discurs del progrés, anomenat de laberint, exalta doncs la implantació de les noves tecnologies. Andorra entra doncs a l'anomenada Revolució Digital amb la incorporació d'internet, ordinadors, tauletes i tot un canvi d'hàbits de consum. El consum s'acomoda a la presència de supermercats sense caixers i a la compra a través de botigues en línia. Molts comerços andorrans resolgueren començar a vendre a través d'internet. I, en aquest àmbit, destaquen empreses capdavanteres com ara CityXerpa. Restaurant a domicili, es tracta d'una aplicació, la primera andorrana, que venia menjar a domicili.
Tot i que l'adaptació d'Andorra a la Primera Revolució Digital fou ràpida i això es deixà notar al sector de la música, la segona vingué amb molt de retard. Europa en general presentà retard en aquesta matèria. A l'Àsia, ciutats com Chenzen, Shanghai o països com Singapur i el Japó lideraren en tot moment l'entrada de la robòtica. Així i tot, Andorra presencià l'arribada de drons, cotxes elèctrics, autònoms, entre d'altres.
Una nova cultura popular se'n derivà amb la presència de youtubers a Andorra. També hi hagué canvis notables a sectors com el dels videojocs, la televisió, la premsa i fins i tot, de fet, sobretot, a l'entreteniment.

## La crisi dels paradisos fiscals

### La Gran Recessió del 2008
La recerca portada a terme per en Rubí Rocha apunta que la Gran Recessió viscuda arrel de la caiguda de Leman Brothers l'any 2008 tingué repercussions notables per a l'economia andorrana. Indica el dèficit públic de l'administració andorrana com aquell que registrava la televisió pública, el govern, els comuns, Naturlàndia o Caldea. També apunta l'intent de tancament de les escoles per part de l'administració hispànica i de l'ambaixada per part de l'administració portuguesa arrel de les retallades realitzades als països respectius en consonància amb les ordres vingudes de la Troika. Alhora apunta una caiguda del poder adquisitiu andorrà del voltant del 3% l'any. En aquest sentit, fa notar que hi hagué una caiguda del voltant del 2,5% fins al 4% del PIB andorrà a cada any durant la crisi, així com un percentatge d'atur elevat, el qual porta el govern andorrà a obrir la primera oficina de recerca de treball de la història d'Andorra.
El microestat europeu veié un nou episodi de fugida de població alhora que els sectors de l'automòbil, la música, el cinema o la construcció es veieren greument afectats. La recerca d'en Rubí Rocha apunta que hi hagué dos tancaments de gran cabuda per a l'imaginari col·lectiu andorrà com són el dels mercat d'Els Marginets i d'El Tonet de la Música. De fet, apunta que el Pas de la Casa patí una davallada notable que canvià l'estructura del seu comerç. Allà el tancament del sector de la música hi fou pronunciat. El sector del turisme també es veié afectat i representava al voltant del 20% del PIB segons apunten les fonts consultades per Rubí Rocha, com ara la Cambra de Comerç d'Andorra.
Per tot això el país veié néixer fenòmens que no havien tingut mai lloc com ara els mercats de productes de segona mà o el fet de trobar-se amb els joves més ben preparats de la història del país però amb poques possibilitats per trobar feina i emancipar-se de la llar. Els joves del país s'emancipaven al voltant dels 25 anys mentre que els lloguers hagueren de congelar-se. El turisme rus, però, fou molt potenciat des de l'administració andorrana que s'apropà a les noves economies emergents com la Xina o Brasil.
El moviment contestatari planetari contra les retallades econòmiques nascut a Islàndia i reprès a la península ibèrica amb els Indignats, no tingué gaire ressò a Andorra, malgrat que hi hagué molta activitat a l'entorn de l'associació AD800 que intentà canviar la manca de transparència de l'administració andorrana. L'associació, que tingué molta puixança, volgué que la Caixa Andorrana de Seguretat Social aclarís sobre els seus comptes perquè durant la crisi econòmica les pensions del país quedaren al límit del precipici i això obligà el parlament andorrà a aprovar una reforma de la CASS amb què es volia retallar despeses associades a drets. En aquest sentit les retallades a la funció pública foren molt sonades fins al punt que hi hagué intent d'assassinat del ministre d'Economia i Finances. Els mateixos consellers del Comú de Sant Julià de Lòria s'apujaren el sou en plena penúria generalitzada al país.
La CASS es trobà en números vermells i això fe que es qüestionés el límit d'anys per rebre la jubilació quan al país la població en edat de jubilació només representa al voltant del 20% i l'activa el 40% fins i tot 50% del nombre total de població. Quant als crèdits subprime, els quals provoquen la crisi, també foren practicats a Andorra i hi hagué creació d'associacions de defensa dels perjudicats per aquestes pràctiques fraudulentes. El sector bancari andorrà, contràriament a allò que tingué lloc a Europa i als països occidentals, veié any rere anys com els superàvits apujaven els números dels bancs andorrans. I és que la banca andorrana no patí les pèrdues milionàries ni els tancaments viscuts a Europa, per bé que BPA hagué de ser intervinguda arrel d'un corralito vingut de l'exterior i que és aliè a la crisi econòmica.

### Reforma del sistema fiscal

#### Independència o paradís fiscal

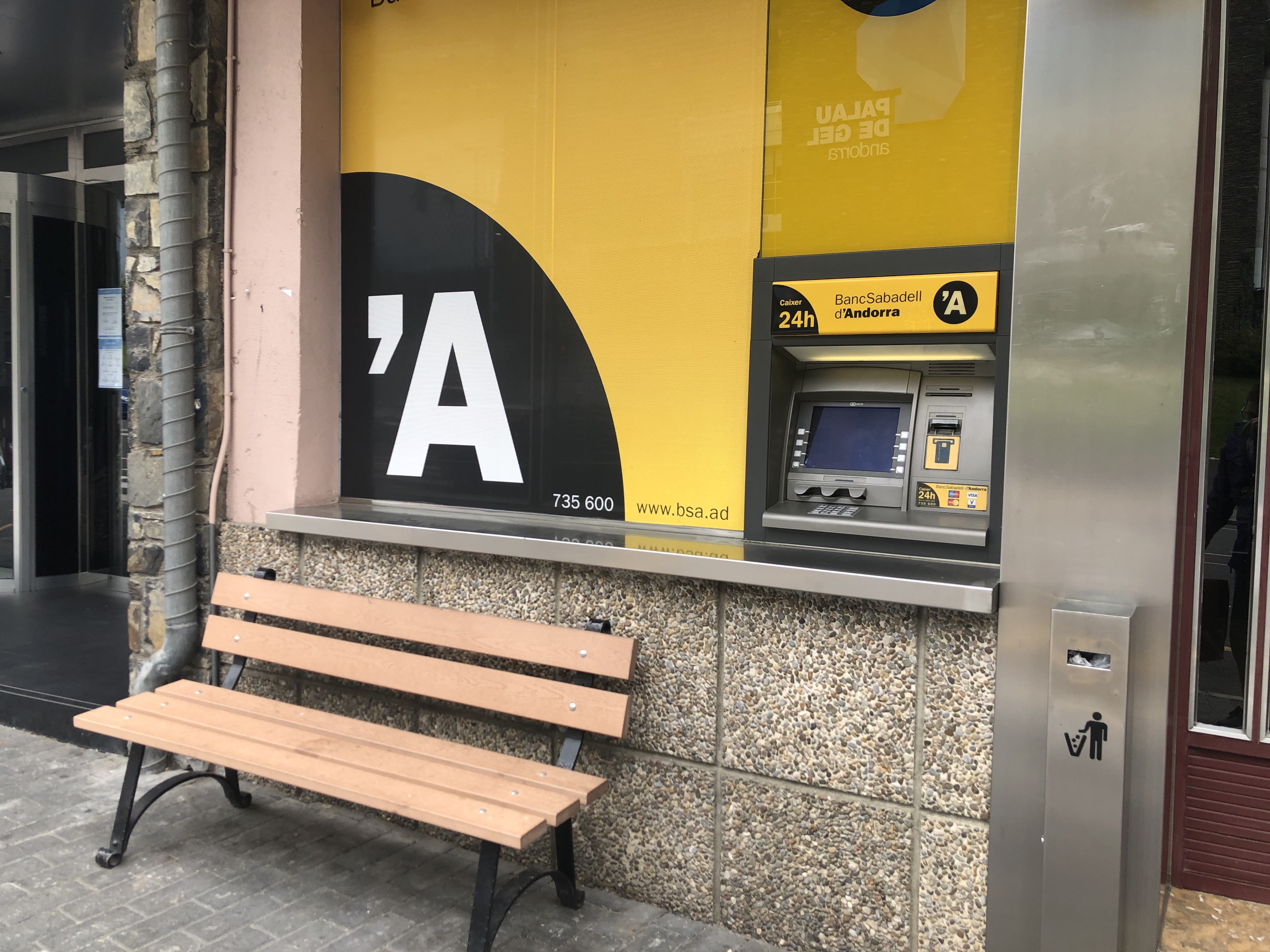
Un caixer del Banc Sabadell d'Andorra. El banc català és l'únic estranger que queda a Andorra després que CaixaBank marxés del país en una operació incentivada des de Madrid per forçar el país a sortir dels paradisos fiscals.

En començar el segle XXI diverses raons porten a una queixa constant contra els paradisos fiscals. Hi tenim en primer lloc la voluntat de França de fer-li la guerra al món anglosaxó perquè la Xina i els Estats Units es lliuren una gran batalla mundial per conservar o esdevenir les superpotències del planeta i França, que desitja prendre'ls el lloc, també s'hi apunta. Els paradisos fiscals són utilitzats pel món anglosaxó atès que permeten evadir diners procedents de les multinacionals i, d'aquesta forma, aquestes poden expandir-se arreu del planeta i, així, exportar el soft-power anglosaxó. En segon lloc hi tenim la Gran Recessió que obliga els governs europeus a salvar els bancs per evitar que caigui l'economia, però sobretot, el sistema monetari i econòmic. Els governs, mancats de diners, decidixen perseguir els paradisos fiscals. Finalment, hi ha la qüestió del crim organitzat que feia servir els paradisos fiscals per emblanquir diners i amb l'atemptat de les Torres Bessones de Nova York, els Estats Units decidixen perseguir tot estat que allotge diners procedents del crim organitzat.
El sistema d'oasi fiscal o paradís fiscal ha estat practicat fa molt temps per Andorra. És propi de territoris minúsculs perquè n'és una forma de sustentar l'economia. Existeixen perquè els mateixos estats veïns, normalment de grans proporcions, els necessiten. Els mateixos polítics els feien servir per emblanquir-hi diners abans que el rescat als bancs deixés els estats sense fons i haguessin de perseguir els paradisos fiscals per evasió d'imposts. El mateix copríncep francès, Nicolas Sarkozy, finançava les seves campanyes electorals via dictadures petrolieres, les quals fan passar els diners per paradisos fiscals. Andorra implanta el sistema de paradís fiscal arran de la Segona Guerra Mundial però el sistema de paradís fiscal és més antic que la seva pràctica a Andorra. Es practica sota el capitalisme liberal com proteccionista, tal com s'evidencia en el tràfic de tabac a Andorra durant el segle XVIII. Andorra es torna cap al final del segle XX un centre d'emblanquiment de diners més, com la resta de microestats europeus, els quals inclou el mateix Vaticà, cosobirà d'Andorra. Cal notar com el mateix antic ministre de Finances i Economia del govern andorrà, segons apunten els Papers de Panamà, posteriorment judicialitzat i confirmat pels mateixos tribunals, posseïa accions i direcció d'una empresa pantalla vinculada al tràfic de diamants de sang a Libèria
Per tot això l'any 2009 el copríncep francès, Nicolas Sarkozy, anuncia que renuncia al títol de copríncep d'Andorra si el país no es desfà del secret bancari i de l'economia de paradís fiscal. Tal situació portava el país a un camí desconegut vers la República. En tant que els coprínceps són els garants de la independència d'Andorra legalment, el canvi de sistema podia comportar cessió de sobirania i això era quelcom que Andorra volia evitar a tot preu. Es posava doncs en qüestió la independència d'Andorra si no hi haguera un regirament del sistema tributari andorrà. El copríncep acusà els paradisos fiscals de robar els imposts dels francesos, en una tàctica de desfer-se'n i així delmar les bases del soft-power anglosaxó. Tanmateix, la qüestió no es presentà d'aquesta manera als francesos i, com a conseqüència, l'OCDE obligà a tots els microestats europeus a desfer-se del sistema de paradís fiscal, tenint grans dificultats per imposar-se davant de Suïssa, que contràriament als seus homòlegs més xiquets, té capacitat per defensar-se. Alhora ni el Regne Unit ni els Estats Units decideixen fer-hi res en contra perquè els paradisos fiscals estan sent utilitzats pel crim organitzat per atemptar als respectius estats. L'OCDE esdevé un agent en contra d'aquestes jurisdiccions, abans desitjades, aleshores rebutjades. Pot semblar contradictor, però de paradisos fiscal n'han continuat existent posteriorment i, altre cop, són el baluard de multinacionals anglosaxones.
Per abús de posició o no, el cas és que Nicolas Sarkozy provoca una crisi considerable a Andorra. El país que es troba en plena crisi econòmica, es veu obligat a canviar i regirar tot el sistema tributari en l'espai de 6 mesos perquè el copríncep vol presumir d'haver fet els deures al G20. El G20 és una reunió que celebren les grans potències econòmiques del globus per orientar l'economia del món en vista d'incrementar la riquesa mundial, com a mínim això és el que presenta la propaganda estatal occidental. No deixa de ser la reunió dels guanyadors de la Segona Guerra Mundial i els convidats que França o el Regne Unit permeten, com ara Itàlia o Espanya. El seu objectiu és incrementar encara més la riquesa dels seus membres en detriment dels estats més pobres del món i donar lliçons als països ideològicament oposats. La reunió que s'havia previst a Londres aleshores havia de ser un mecanisme contra els paradisos fiscals i per això el copríncep aprofità l'altaveu per guanyar-se vots electorals. França manté "zones franques" que, segons la teoria, no poden considerar-se oasis fiscals, però es comporten a la pràctica com a tal. Nicolas Sarkozy volia vots, desfer-se dels oasis fiscals anglosaxons i entrar a la guerra d'hegemonies amb les superpotències.

#### Regirament de la política andorrana
Per primera vegada a la història, Andorra es troba amb un govern socialdemòcrata al capdavant, després de gairebé una dècada i mig de governs de dreta. El Partit Liberal d'Andorra es veu pressionat per la diplomàcia francesa i perd a les urnes. WikiLeaks filtra que el president d'Andorra, Albert Pintat, es veu obligat a no presentar-se degut a la pressió que exercix la diplomàcia francesa però, tanmateix, el govern socialdemòcrata no dura més d'un any i mig. La causa foren els seus resultats. El parlament andorrà es troba fracturat. Hi trobem partits favorables a resistir i no fer cas a la pressió internacional, així com partits favorables al canvi de sistema tributari. El PS guanya amb majoria minsa i l'oposició bloqueja l'aprovació del pressupost anual. D'aquesta forma el país queda bloquejat i malgrat que el govern d'Albert Pintat i Jaume Bartumeu aconseguixen avançar en l'àmbit fiscal, abolint el secret bancari, el govern socialdemòcrata no aguanta i a les eleccions anticipades, perd els vots.
Es pot parlar d'efecte Sarkozy per designar el trencament de la política andorrana arran de l'ultimàtum del copríncep francès. El país havia estat governat feia almenys tres dècades per la dreta. El mateix partit aconsegueix guanyar a cada noves eleccions. El fet que la crispació ambient entre la població dugués al poder un partit socialdemòcrata, permet parlar d'efecte Sarkozy, com a punt de trencament de les majories parlamentàries que s'havien vist fins llavors.
De la desintegració del Partit Liberal, dels desenganys del PS i de les noves formacions sorgides de la crisi, s'estructura un nou partit, Demòcrates per Andorra, liderat per Antoni Martí i Petit, que aconseguix ser elegit amb majoria absoluta i, per tant, guanyar-se dues legislatures en què haurà d'eixir de la Llista negra i grisa dels paradisos fiscals. Quatre anys després del govern, en què les retallades per la crisi, les protestes per manca de llibertat d'expressió i les crítiques cap a la voluntat de desfer-se de l'oasi fiscal tanquen el govern, traient-li escons a la segona legislatura, fa que Andorra isca de la Llista grisa dels paradisos fiscals i siga homologada de cara a França, Espanya, l'OSCDE i els països de la UE.

#### El matrimoni homosexual i l'avortament

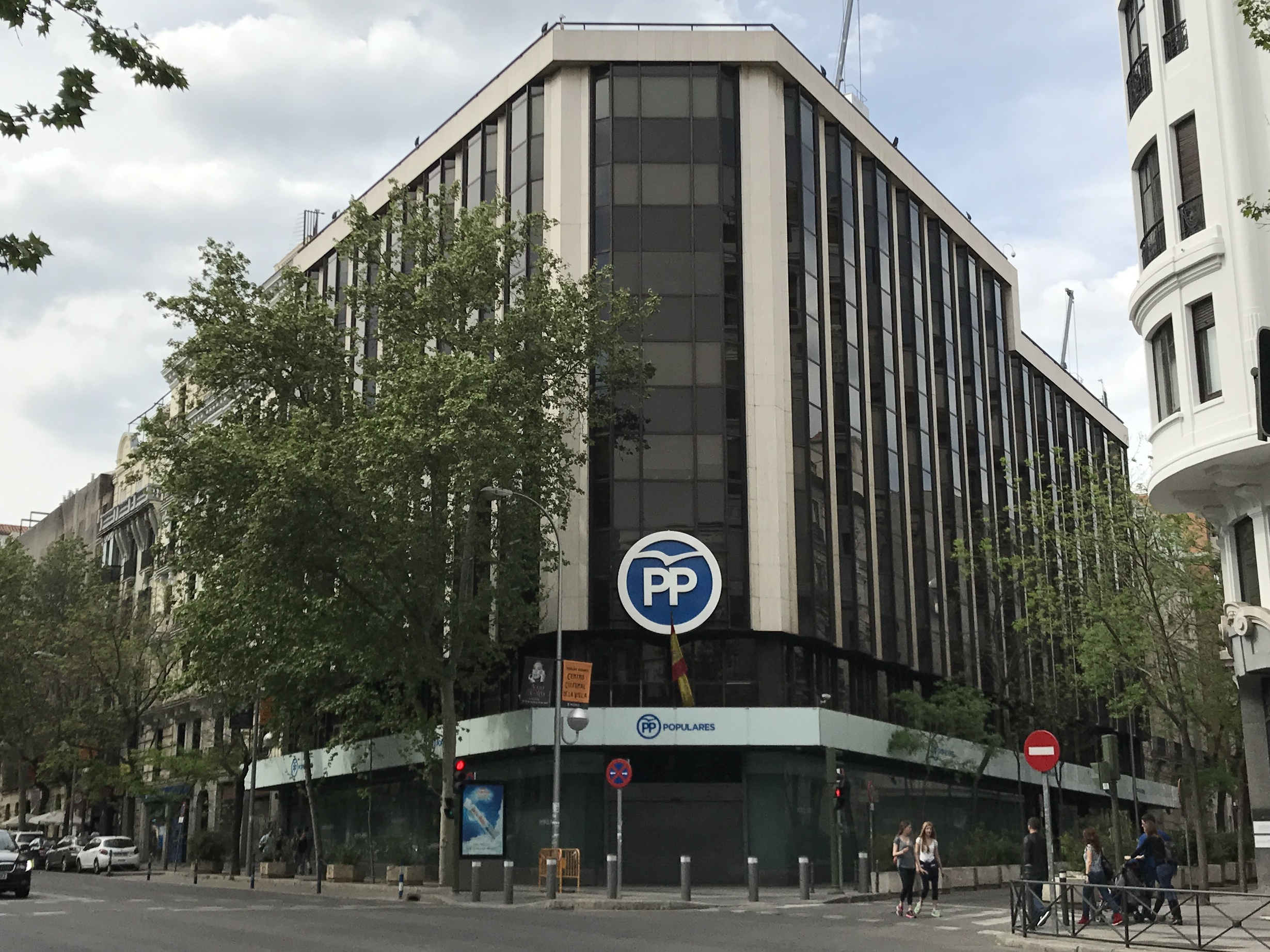
El Partit Popular a Espanya convoca una roda de premsa amb pseudocientífics amb què pretén justificar que l'homosexualitat és una malaltia i evitar-ne la legalització dels matrimonis. Gairebé 10 anys més tard, s'alia amb VOX, Ciutadans i antics militars francesos que en una carta a Valeurs Actuelles proclamen voler una guerra per deslliurar França d'homosexuals i immigrants, implantant-hi una dictadura. Mentre VOX parla de "Reconquesta" de Catalunya els militars francesos de "supervivència del nostre país".

Amb la crisi econòmica i l'entrada de la globalització, com s'ha vist als apartats anteriors, Andorra es veu qüestionada a totes bandes. La qüestió s'intensificà aleshores degut a la proposta dels partits socialdemòcrates andorrans de permetre a les dones d'avortar i als homosexuals de poder-se casar. L'Església catòlica, és a dir, el Vaticà i el bisbe de la Seu d'Urgell, copríncep episcopal d'Andorra, s'hi varen oposar. L'Església catòlica considera que l'homosexualitat és una malaltia malgrat que científicament ha quedat demostrat que no és així. Però l'Església catòlica mai ha atès històricament a la ciència, tal com demostra la Inquisició, la crema de bruixes, l'afer Galileo Galilei, etc.
A Europa durant la dècada dels 2000 s'autoritzen progressivament els matrimonis homosexuals i, en aquest àmbit, els països nòrdics, com ara Suècia, i els dels mediterrani, com ara Espanya esdevenen capdavanters en aquesta matèria. Espanya, país que ha canviat enormement de mentalitats presentant-se aleshores com el més obert en matèria d'homosexualitat, a diferència d'alguns veïns, com ara França o Itàlia, permet el casament de persones de mateix sexe. Alhora Portugal legalitza el matrimoni gai sense cap mena de manifestació homòfoba als carrers o als platons de televisió, tal com sí es pogué apreciar a les televisions i carrers francesos o italians. L'ambient porta doncs als partits socialdemòcrates andorrans a proposar, primerament, l'avortament i després, el matrimoni homosexual.
El primer és una demanda recurrent de la socialdemocràcia andorrana mentre que el segon fou una novetat per a la política andorrana. Ja durant la legislatura d'Albert Pintat hi hagué debat al voltant del matrimoni homosexual i aleshores es revisà la legislació per donar dret als homosexuals d'unir-se en forma de parella de fet. La cosa avança i durant la legislatura d'Antoni Martí i Petit, es torna a proposar el matrimoni homosexual.
El bisbe i copríncep d'Andorra amenaça llavors amb abandonar el títol de copríncep i, com a l'ultimàtum de Nicolas Sarkozy, contrari al matrimoni gai, la independència d'Andorra tornava a ser posada en entredit de complir-se l'amenaça. El cas, però, no era gens nou perquè durant la Transició Nacional d'Andorra, el microestat es veié davant d'un escenari paregut. En efecte, el copríncep episcopal no acceptava que la Constitució del 1993 separàs els poders montesquians i volia tenir un pes preponderant. Sobretot, volia poder imposar la seua voluntat sobre qüestions com el matrimoni civil perquè aleshores l'Església catòlica no volia permetre que la població es poguera separar mitjançant el matrimoni civil.
El copríncep d'Andorra argumenta doncs que no permetria l'acceptació de l'avortament i del matrimoni homosexual, entre d'altres, perquè el matrimoni és, segons arguïa, patrimoni de l'Església catòlica. Tanmateix, ha quedat demostrat àmpliament per l'antropologia que el matrimoni no és patrimoni de l'Església i els models d'aparellament són tant variats com societats que existixen. Tot i així, l'Església catòlica volgué apoderar-se d'una legislació que és civil, no pas eclesiàstica i, per tant, amenaçar Andorra de deixar-la sense independència si no feia cas a les seues exigències.
Demòcrates per Andorra, amb majoria al parlament andorrà, resol renovar la Llei de parelles de fet, fent-la passar per un codi de matrimoni civil nou en què els homosexuals són assimilats a matrimonis però sense poder-se anomenar "matrimonis". Qüestió que planteja problemes de cara a la seua legalització a països estrangers on l'autorització del matrimoni homosexual s'ha fet sense entrebancs com ara a França, Espanya, Portugal o Bèlgica. L'avortament fou rebutjat per Demòcrates per Andorra que preferia no parlar-ne perquè la Constitució andorrana no el permet i per aprovar-lo caldria renovar la Constitució. I és que rere tot el debat, hi havia una possible annexió a la vista per part d'Espanya. En efecte, amb la renúncia del copríncep episcopal, el títol podria cedir-se a la corona hispànica i, des d'Andorra, encara que ningú ho diguera obertament, l'escenari era temut perquè, tal com demostra El procés a Catalunya, Castella encara manté dempeus el seu projecte imperial hispànic que consistix a fer-se amb tota la península ibèrica, de forma que fins i tot les campanyes electorals de VOX presenten Portugal dins d'Espanya.
El govern andorrà, sota Demòcrates per Andorra, porta llavors activistes a favor de l'avortament als tribunals per reprimir tot tipus d'acció favorable a l'avortament, fet que comporta reprimir la llibertat d'expressió. Així associacions en defensa de dones maltractades són enviades als tribunals, amb praxis fora de la llei i saltant-se la separació de poders, perquè aquestes evidencien a l'ONU que Andorra no compleix amb els tractats internacionals que signa. Atès que el nucli generador de la Unió Europea, presents al Consell d'Europa, concretament França i Alemanya, els preocupa poc els valors democràtics, cas contrari no adoptarien dobles vares de mesurar amb Espanya i Polònia, el Consell d'Europa no pensà actuar en contra el govern andorrà. Així, segons Emmanuel Macron, president de França i co-monarca d'Andorra, "Andorra és una democràcia exemplar".
A França, l'oposició al govern, liderada per Jean Luc Melanchon, posa en evidència el copríncep Emmanuel Macron, tot reclamant-li que contribuïsca a despenalitzar l'avortament a Andorra.

#### Guerra contra el Terrorisme

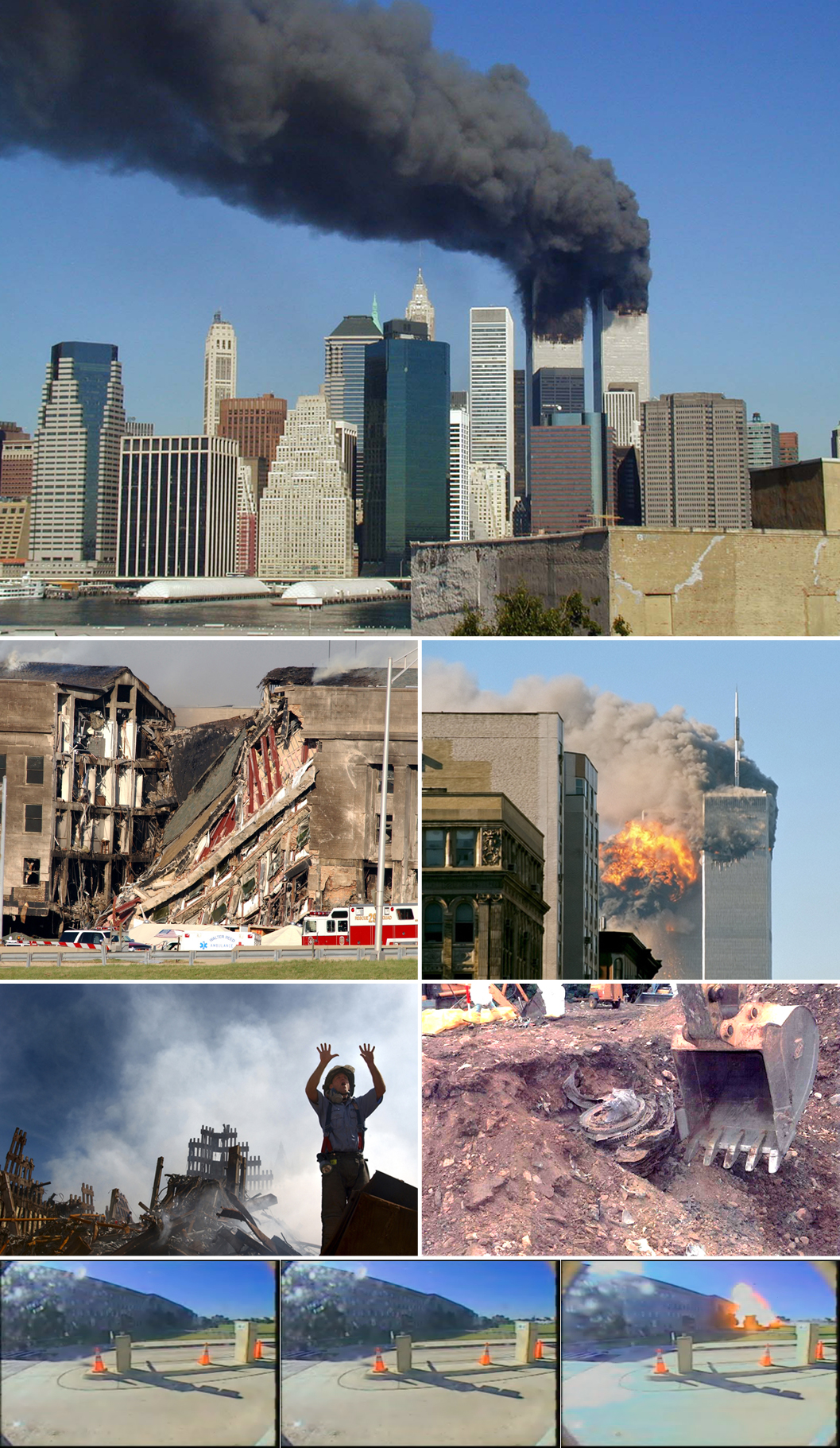
Fotografies dels fets de l'11 de setembre del 2001.

D'aquella pols vingueren aquests fangs. Si fa no fa, la política colonial i neocolonial es podria resumir d'aquesta manera i fou justament la crida als carrers de Barcelona després dels atemptats islamistes a Cambrils. Andorra es veié igualment implicada en l'anomenada Guerra contra el Terrorisme. Guerra que s'explica per la política colonial britànica, francesa com estatunidenca. Els dos primers, després de potenciar el racisme contra els jueus, de portar amb Alemanya a un vertader genocidi ètnic, els atorguen un estat que s'assenta sobre un vertader apartheid que és criticat a tot el món àrab.Per això mateix neixen organitzacions terroristes al Llevant, tot just començar el segle XXI i, per bé que la cara més visible foren l'atemptat a les Torres Bessones, l'afer no es pot pas resumir a una simple notícia de diari. Ací, però, la qüestió és exposar les conseqüències de la Guerra contra el Terrorisme per a Andorra.
En plena crisi fiscal, el govern de Demòcrates per Andorra ha d'assumir la fallida intencionada del banc BPA. En efecte, el banc és objecte d'un corralito ideològic vingut de fora. Acusat pels Estats Units d'emblanquir diners procedents del crim organitzat a través de Panamà i altres llaços que porten cap a petrolieres de Veneçuela i l'Iran, el banc fa fallida i el govern andorrà l'ha de rescatar. Durant la crisi fiscal, els banc andorrans s'exporten una mica per tot arreu per salvar els seus negocis. A la legislatura de Jaume Bartumeu s'hi aprecia una fuita de bancs. Obren a diversos països, la majoria dels quals a paradisos fiscals com ara Panamà o Mònaco. Per primer cop a la història del país, la banca andorrana s'exporta. S'allibera el secret bancari i apareixen diversos casos de blanqueig de diners que connecten els bancs del país a les diverses filials obertes arreu del món. L'efecte Sarkozy també fou de doble cara. Va aconseguir que els bancs andorrans marxessin per establir-se a altres paradisos fiscals i, tots els bancs, acaben empastifant-se amb casos de blanqueig procedents del narcotràfic neerlandès, xinès, rus, etc.
Els Estats Units es troben llavors en guerra contra tot el Llevant. Promouen la guerra contra l'Iraq per fer-se amb petroli, acusant aquest país de tenir armes de destrucció massiva. Acusat per l'administració gala de mentir, amb raó, arguïxen igualment que l'Iraq és una dictadura. D'aquesta forma els EUA dibuixen l'eix del mal que és l'expressió amb què apunten països que responsabilitzen de l'islamisme radical. Ben bé, són països ideològicament oposats als EUA i que no s'alineen amb la seua política petroliera. Els atemptats a Occident colpeixen la població i les seues administracions reaccionen en consonància. Andorra, visqué molt de prop els atemptats a París, Madrid i Barcelona. El parlament andorrà així com la resta d'institucions del país mostraren el seu condol a les víctimes, alhora que la població andorrana es manifestava en contra de la Guerra a l'Iraq. A més a més, el país es veié sacsejat per uns mèdia que exaltaven les morts dels atemptats a Occident però, en canvi, ignorava de forma més o menys explícita els atemptats de països no occidentals.
Els EUA, però la resta de membres del Consell de Seguretat de l'ONU igualment, cerquen les vies per les quals es financen els grups islamistes. Els EUA apunten doncs els oasis fiscals, tot i que no tots. Els asiàtics i bona part dels llatinoamericans continuen operant. El llistat és força extens i inclou la majoria de casos microestats. És força més fàcil apuntar oasis fiscals europeus, perquè de forma més o menys explícita, se'ls pot controlar i sancionar políticament. Cosa diferent és fer-ho amb països asiàtics, per exemple. El Consell de Seguretat de l'ONU obliga doncs a Andorra d'adoptar mesures dràstiques per evitar tota proliferació dels mecanismes de tràfic de diners amb què l'islamisme radical promovia atemptats a Occident.
Durant aquest temps, el govern andorrà ha de fer front al copríncep episcopal, així com a la crisi econòmica i al replantejament d'un nou model econòmic per al país. BPA posava en entredit tot el treball que s'havia fet per eixir de la Llista grisa dels paradisos fiscals però aquell era un corralito. La nota del FinCEN que aixeca sospites sobre BPA, és un organisme que neix arrel de la Patriot Act. Es tracta d'una llei pensada ideològicament i aprovada pels EUA amb la finalitat de donar legitimitat als EUA per interferir a la vida privada dels seus ciutadans, tal com demostra l'afer Eduard Snowden, i acusar altres països d'anar en contra de la pau mundial. Tot plegat sota el paraigües d'una suposada amenaça imminent terrorista islamista. Això mateix posen al descobert altertadors com ara WikiLeaks.
La nota del FinCEN caigué malament a la població andorrana que es manifestà al país per salvar els seus estalvis. El govern andorrà hagué d'aprovar mesures excepcionals i el carrer es contagià amb cues interminables als caixers del banc de por de veure perdre els estalvis. Allò de què s'acusava BPA no era de fomentar el terrorisme islamista, però d'haver blanquejat diners procedents de la Xina i la màfia russa, mitjançant petrolieres veneçolanes. Els fils de recerca porten al Brasil i altres països llatinoamericans amb implicació del ministre de portant-veu andorrà. Els EUA perseguixen Veneçuela d'ençà que s'hi implanta una dictadura comunista, no pas perquè els preocupe gaire la situació econòmica dels seus habitants, sinó perquè hi cerca petroli. Notes procedents de bancs francesos, segons apunta el periodista Ricard Poy, conduïxen progressivament a l'emblaquiment que la màfia russa i xinesa duen a terme als bancs andorrans. Aquests fan passar diners cap a Veneçuela, els quals són revertits en alts càrrecs de la dictadura i, els EUA, que han col·locat Veneçuela al seu anomenat eix del mal, provoquen la fallida de BPA.
Paral·lelament, Occident es fa ressò de casos de radicalització de la seua pròpia població que marxen cap al Llevant a lluitar-hi contra Daeix. De processos de radicalització a Andorra, no se n'han trobat. Ara bé, la premsa catalana, gallega, andorrana, basca i pancastellana mencionava la mort d'un resident gallec a Síria per la seua implicació al combat que portaven kurds contra Daeix i Turquia. Els EUA, el Regne Unit i el copríncep francès, amb les ja habituals aleshores dobles vares de mesurar, en termes russos, promogueren el finançament de les guerrilles kurdes amb l'objectiu de desfer-se d'Estat Islàmic i, això no obstant, no volgueren pas reconèixer el dret a autodeterminació del Kurdistan. Nació que rebé l'aval d'Israel però que posa en entredit la política colonial britànica i francesa. I és que l'estat francès, en mots del copríncep Emmanuel Macron, "no canvia cap línia la seva història" i, per tant, preferix veure la mort de nacionals en territori propi mentre puga comprar petroli al Llevant.
Samuel Prada León, nom del resident de nacionalitat gallega, va marxar d'Andorra en una missió humanitària i acabà trobant la mort un cop que fou convençut pels partidaris kurds, allistant-se així a la causa kurda a Turquia. Però, en aquest aspecte, la política andorrana tampoc es mostrà a l'alçada i mirà de no acollir cap refugiat sirià. El partit Liberal d'Andorra acabà mostrant-se i tot força racista contra la comunitat musulmana en no voler finançar cap mesquita malgrat ésser conscient del finançament que rep l'Església catòlica per part del microestat dels Pirineus.

#### Segona Guerra Freda
Després de la caiguda del mur de Berlín, la Xina emprèn altres camins per tal de superar l'atzucac econòmic en què es trobava. Es demostra llavors que el comunisme és un fracàs però, la Xina, que no voldria pas caure, com caigué l'URSS, adopta l'anomenat capitalisme d'estat. En plena crisi econòmica, es transforma en la segona i, ara mateix, primera potència econòmica juntament amb els EUA al món. El canvi és espectacular i per això mateix es divulga i molt el concepte de miracle xinès a la premsa occidental. Als EUA aquest èxit no agrada i ha estat possible gràcies a les multinacionals occidentals. En alliberar-se el comerç, també es va fer créixer l'economia xinesa.
La multiplicació de les multinacionals arreu del món ve acompanya d'un rerefons colonial. Permeten exportar el mode de vida anglosaxó al món. I, en aquest àmbit, diverses empreses occidentals se n'aprofiten i pugen al vaixell de l'exportació dels seus negocis. A Andorra s'hi ha importat multinacionals de tota mena, espanyoles, franceses, estatunidenques, etc. Mercès a això el país s'acomoda progressivament a l'estil de vida anglosaxó. Un estil de vida que es basa en el consumisme. D'aquesta forma França aconseguí penetrar a les mentalitats andorranes, així com el seu homòleg hispànic. És allò que s'anomena fer la guerra per uns altres mitjans. És la base del softpower que consistix a exportar una bona imatge a l'exterior.

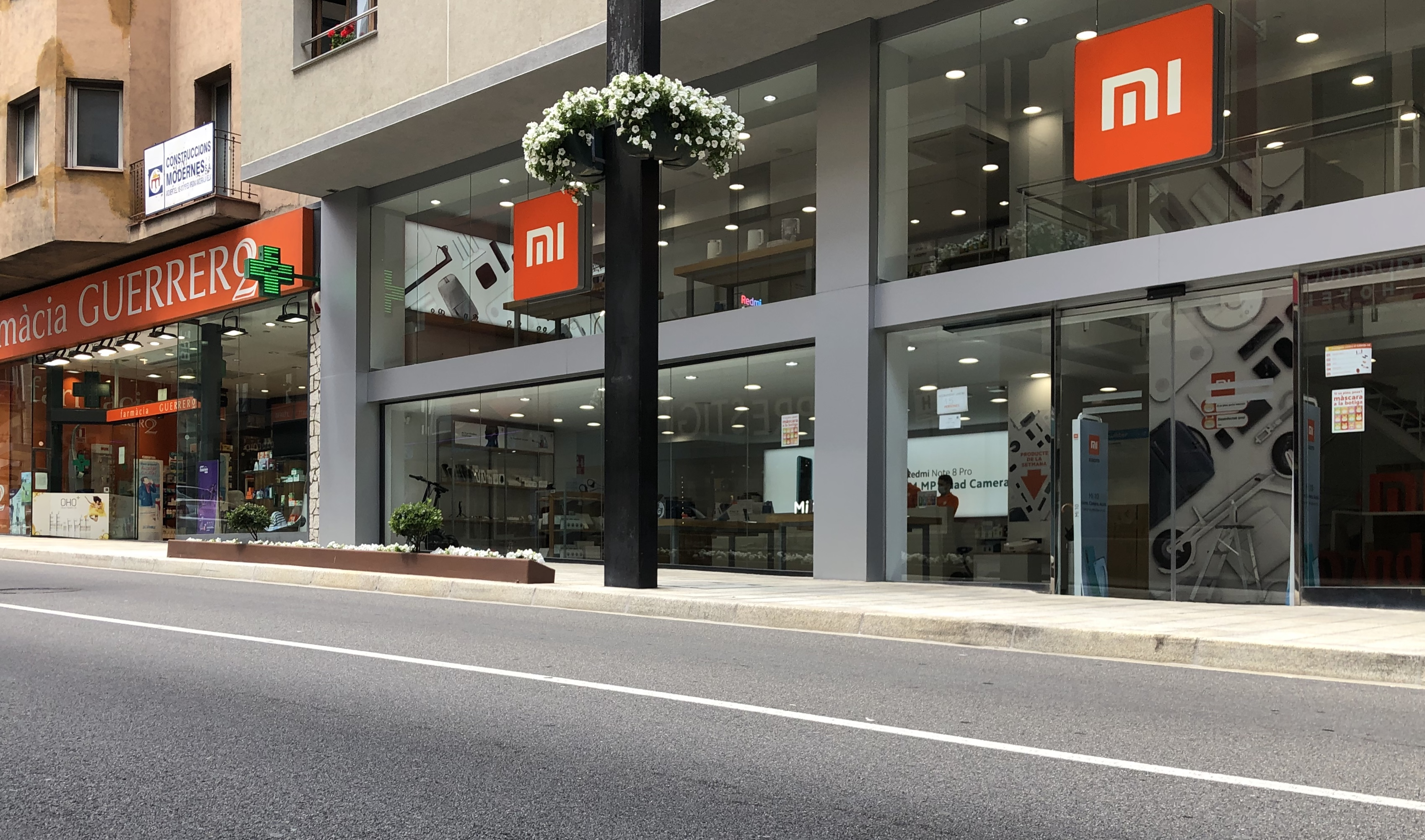
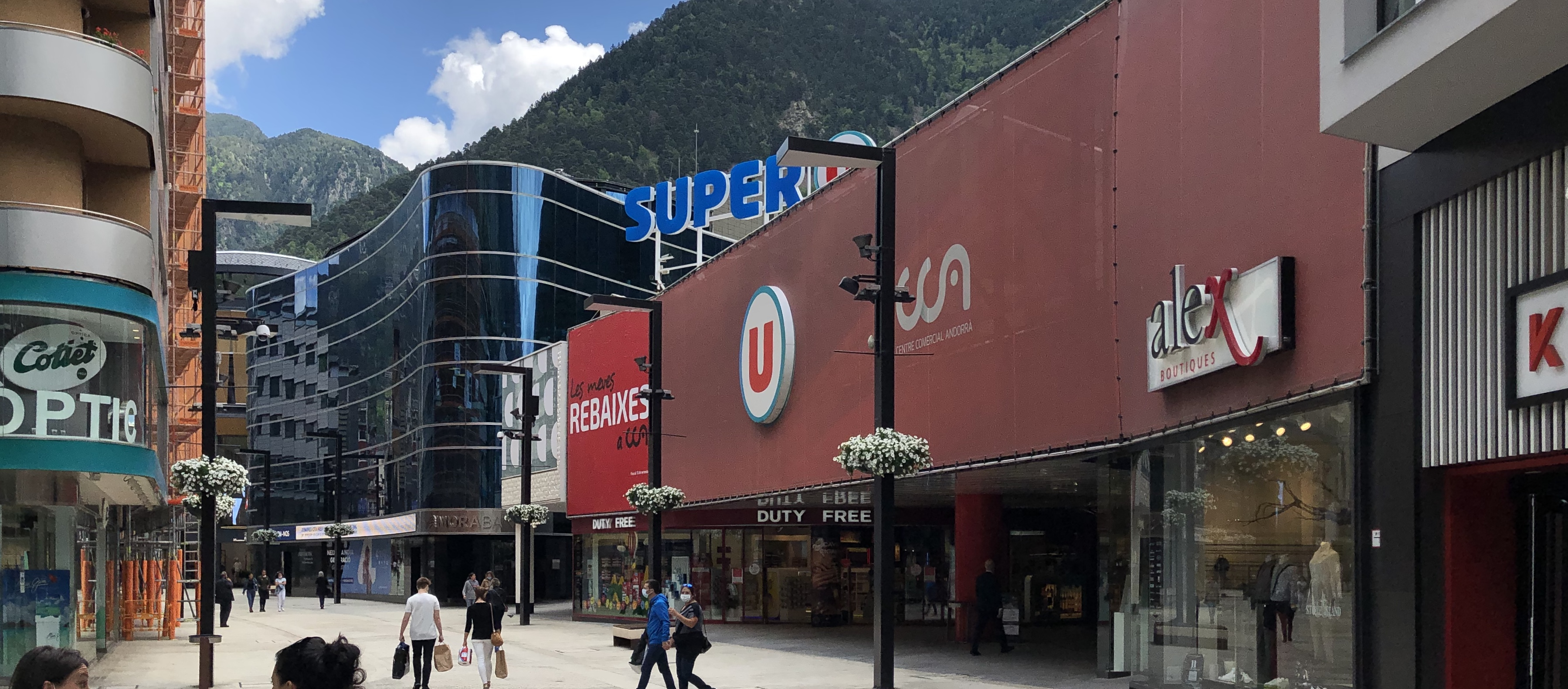
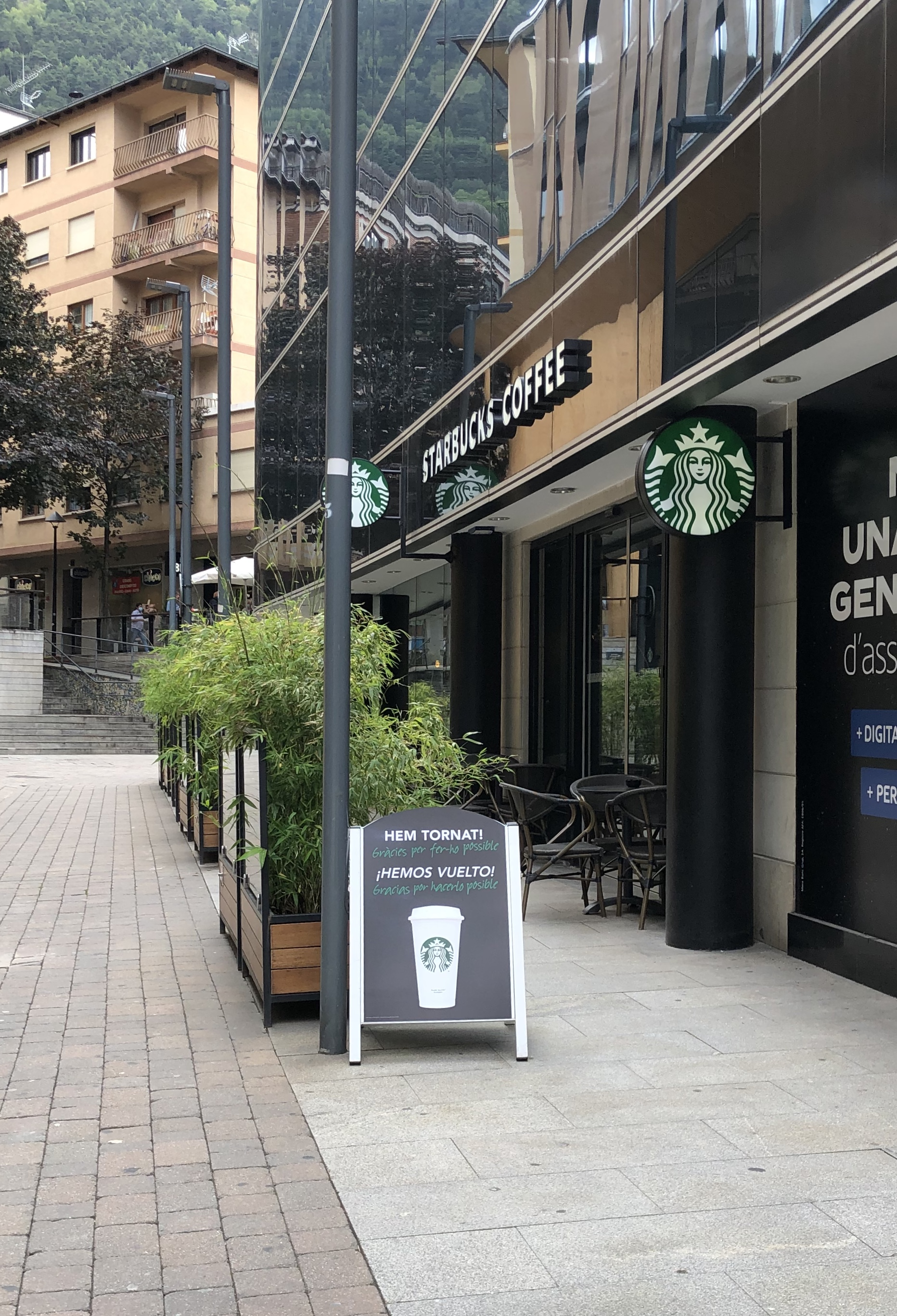
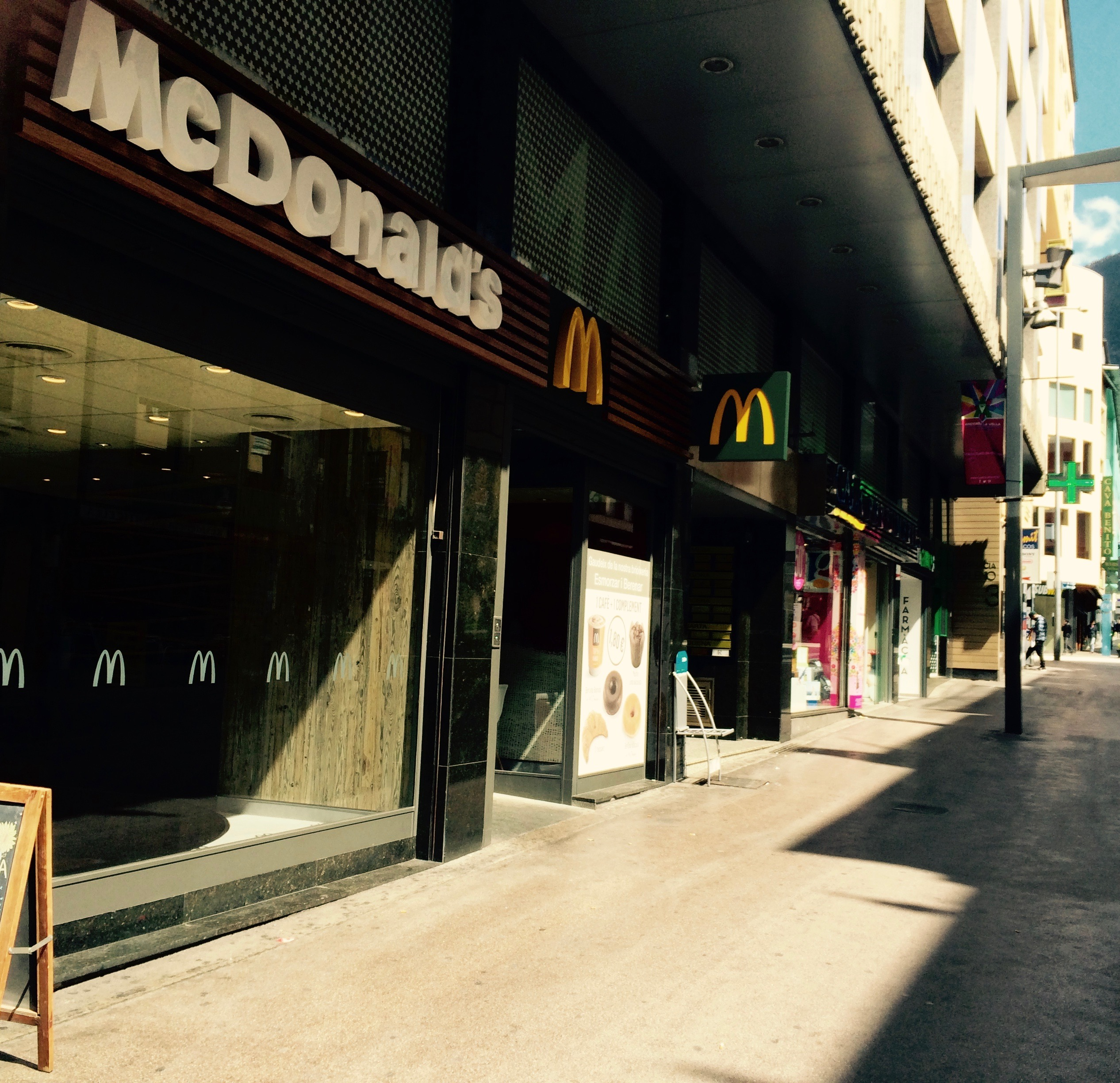
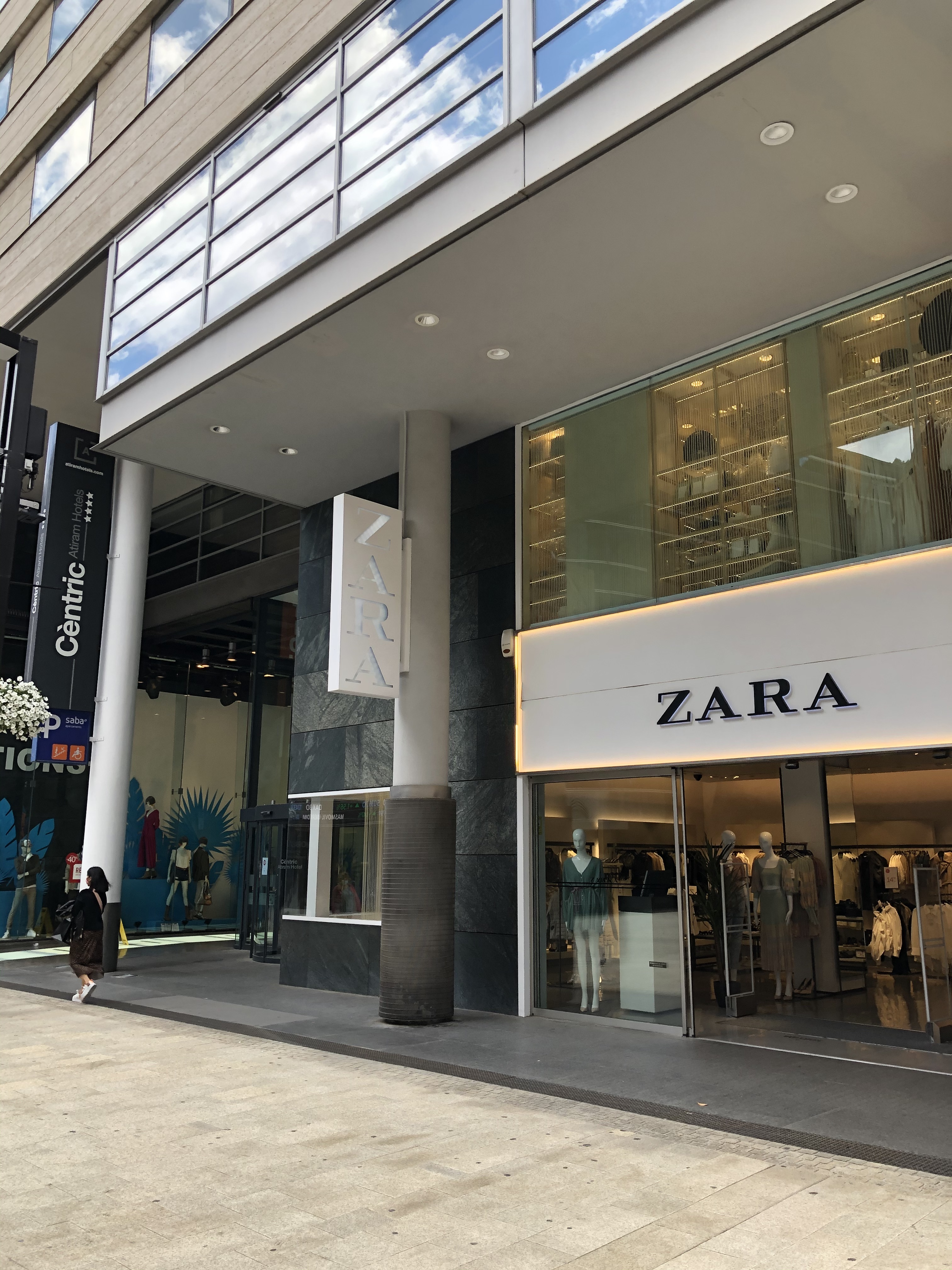
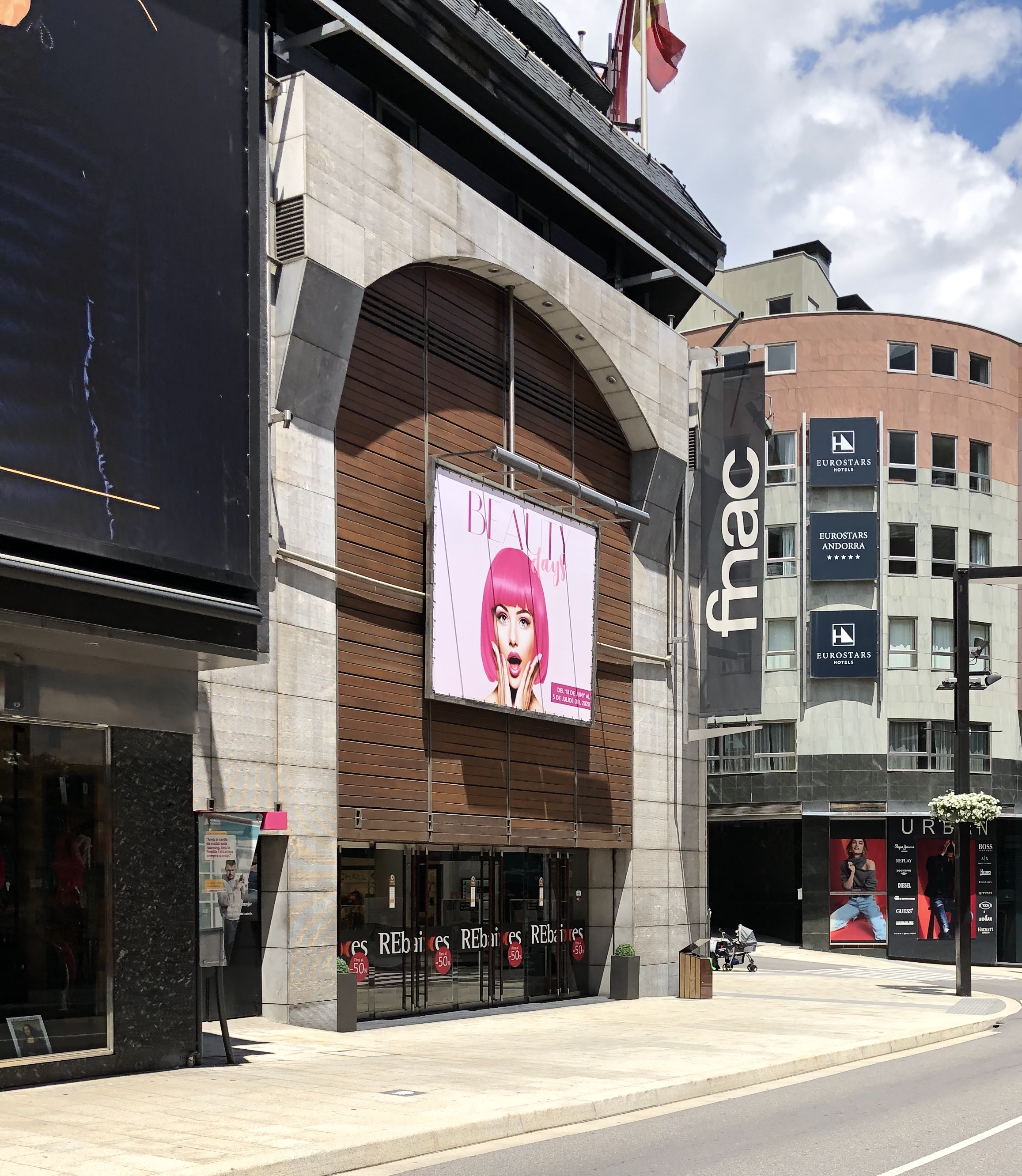
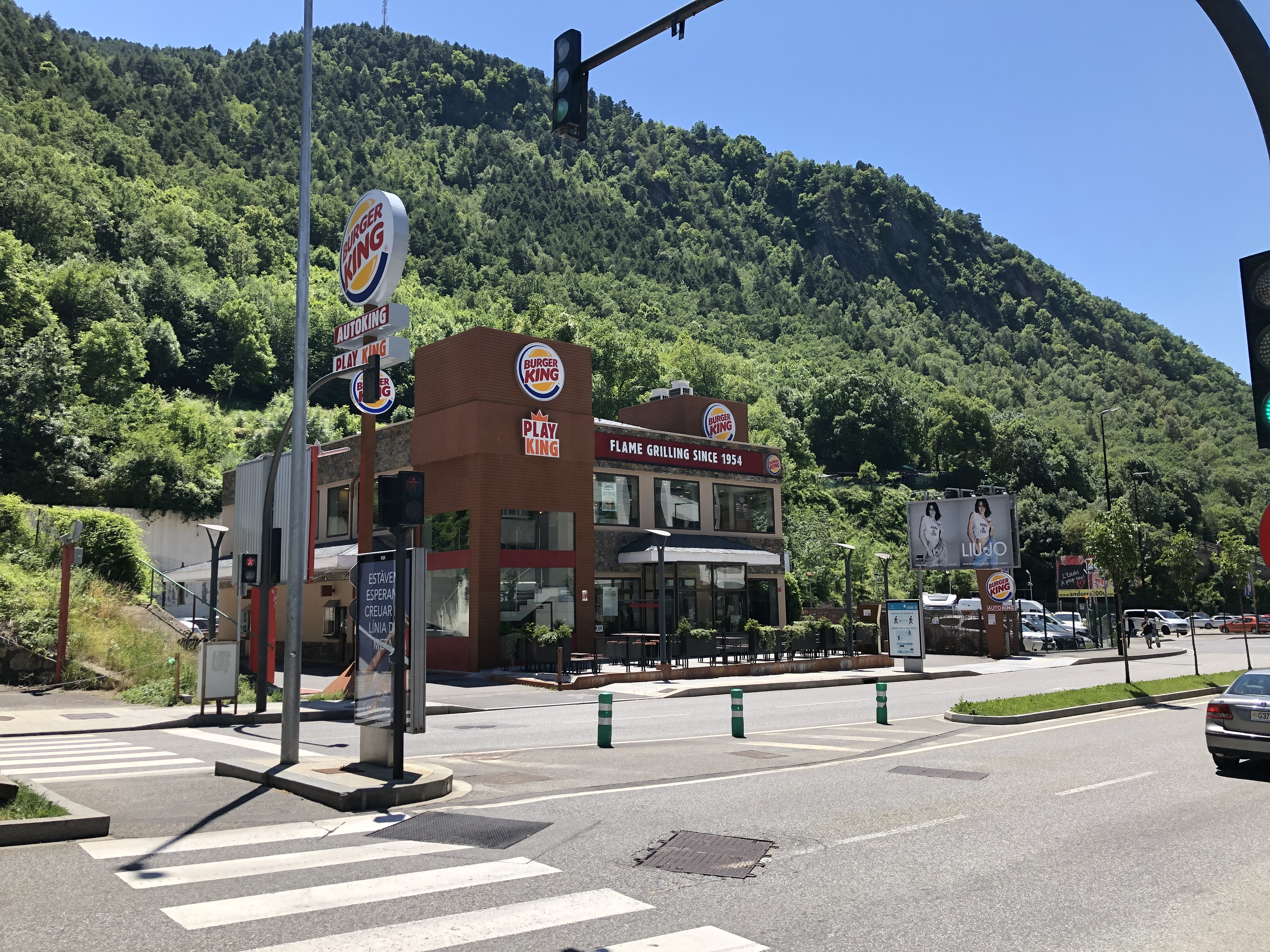
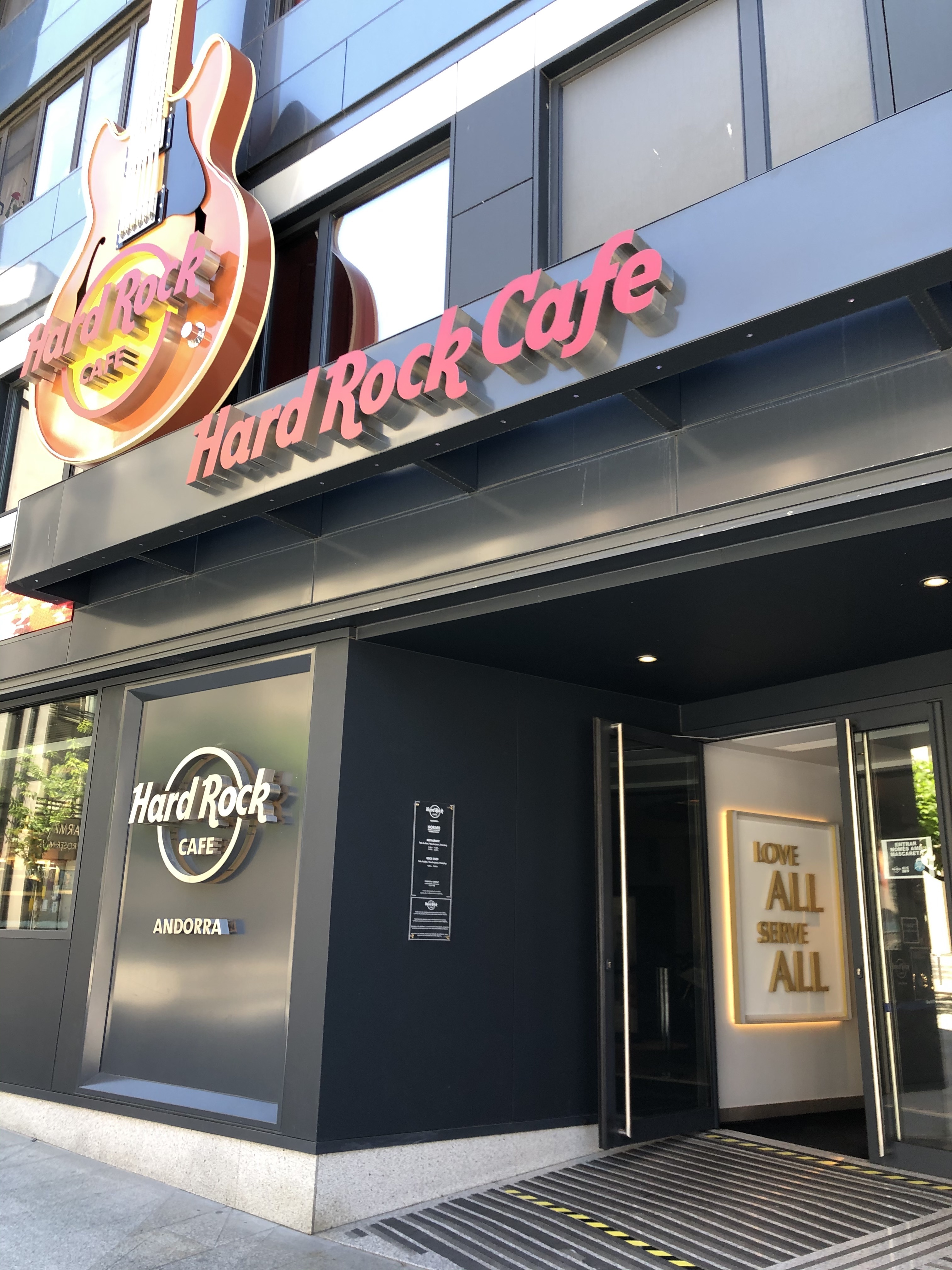
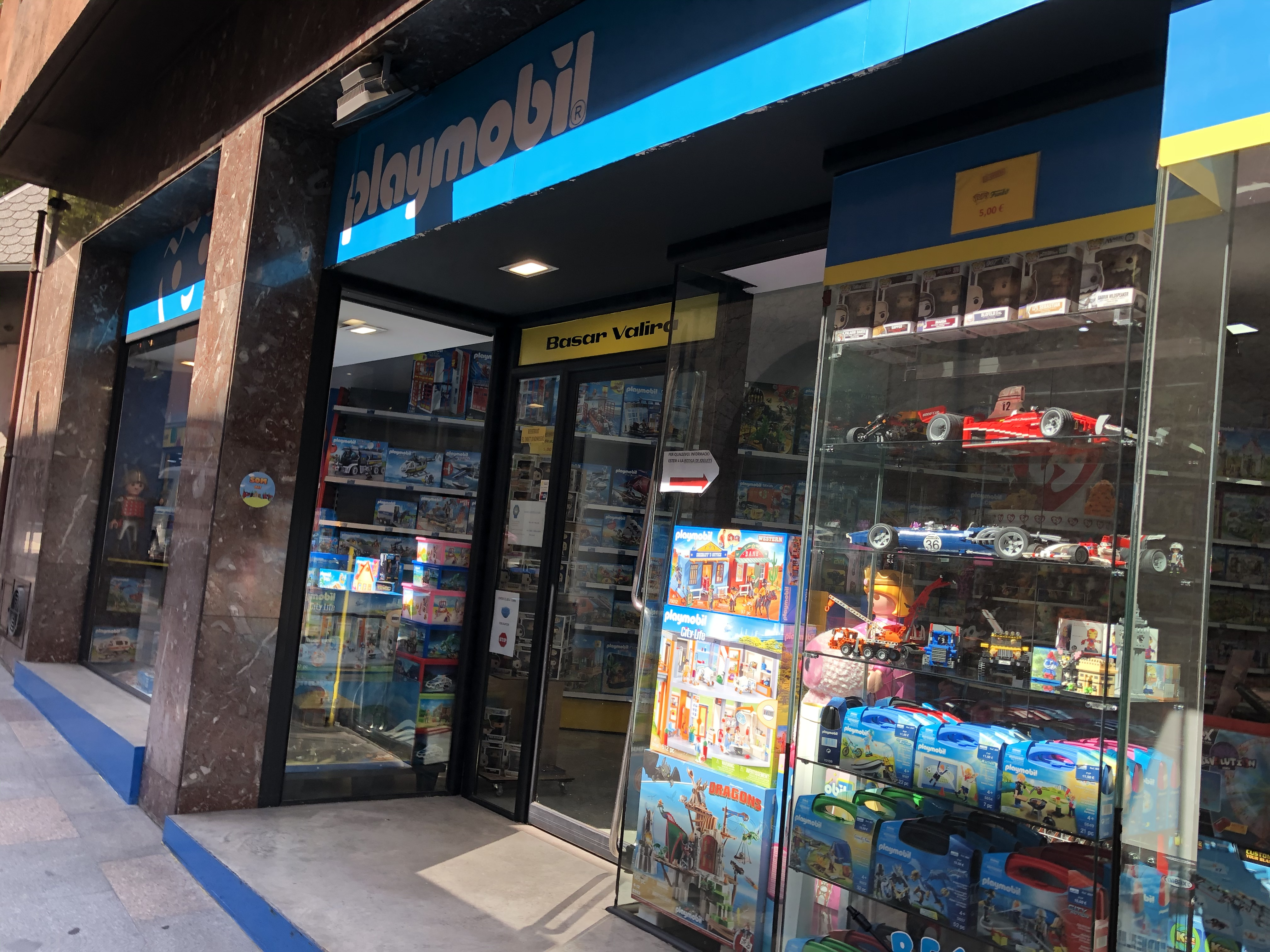

Un cop que la Xina exporta aquest mateix model, els Estats Units opten per una política proteccionista que s'aparenta liberal sota l'administració Obama i declaradament proteccionista sota l'administració Trump. La Xina posa en marxa la reconstrucció de la Ruta de la Seda que no és altra cosa que un Pla Marshall amb què mira de reformular la globalització a favor seu. Per tant, si l'OCDE fou la materialització del Pla Marshall a Occident, l'Organització de Cooperació de Shanghai l'és per a la Xina dins el seu projecte de Ruta de la Seda. L'Imperi estatunidenc, que no hi acorda, s'enemista amb la Xina. Entre els plans de la Ruta de la Seda, hi trobem justament l'ajuda a l'Amèrica Llatina amb préstecs i intraestructures. El govern xinès ajuda llavors el veneçolà i d'ací partix el blanqueig de diners cap a BPA a través de Panamà i altres països llatinoamericans, segons pot apuntar el periodista Ricard Poy.
Andorra adherix a l'Organització Internacional de la Francofonia i la Cimera Iberoamericana per motius polítics. Es tracta d'acostar el microestat a països que de forma general no acceptarien de ser atesos per un estat no gaire visible als mitjans. El repartiment de la seua diplomàcia arreu del món demostra que la política exterior del microestat és força limitada. Andorra disposa de 8 ambaixades o missions diplomàtiques permanents. El país té una ambaixada a París, Madrid, Brussel·les i Lisboa i després disposa de missions diplomàtiques, és a dir, fan funcions tant d'ambaixada com de representació del país. És cas de la missió diplomàtica de Nova York que representa el país a l'ONU. Les altres delegacions se situen a Ginebra (ONU), Viena (OSCE) i a Estrasburg (Consell d'Europa). Amb aquest cos diplomàtic Andorra aconseguix ser present arreu del planeta dintre de la normalitat. Però el fet que Andorra siga un país xiquet fa que les delegacions diplomàtiques siguen molt reduïdes anant de 2 a 4 persones. Per exemple, Maria Ubach el 2014 era ambaixadora de París, Portugal, delegada permanent a la Unesco i representant personal del cap de govern al Consell Permanent de la Francofonia. Aquest cos diplomàtic té moltes vegades dificultats en fer-se escoltar i se'n deduïx l'interès de ser en aquestes organitzacions. L'exportació del negoci banquer andorrà deu haver-se recolzat a través d'aquestes cimeres.
Tant l'una com l'altre són en realitat una còpia, més o menys aconseguida, de la Commonwealth britànica. Els antics imperis hispànic i francès pretenen estrènyer lligams amb les antigues colònies mitjançant una organització que té com a bases la cooperació econòmica, però també implícitament cultural.
La Xina, tot desplegant el seu Pla Marshall, obre escoles confucianes una mica per tot el planeta. Es tracta d'exportar la llengua mandarina com a forma de soft-power i fer-li ombra als EUA. El mateix model es va reproduir a Europa després de la Segona Guerra Mundial. De gran tradició en l'àmbit de la colonització, els estats europeus, tot aprofitant l'avinentesa, obren la seua pròpia branca de diplomàcia lingüística. L'Aliança Francesa és la mà dreta de l'Estat francès en aquest aspecte. A Andorra hi promou la divulgació del francès metre s'obren classes de mandarí a la universitat andorrana. Dins de França, la promoció de les llengües nacionals, llevat del francès, és prohibida. Fora de França, el copríncep tampoc no promou el català, llengua de l'estat andorrà, a qui representa. Així mateix la Llei d'immersió lingüística amb què es donava aire al cors, el bretó o l'occità, és tombada pels diputats del partit d'Emmanuel Macron. Quelcom que es reprodueix amb altres presidències franceses. Nicolas Sarkozy s'oposà a la protecció de les minories del seu país, argumentant que "qui s'estima França" no pot voler cap llei que protegeixi les "llengües regionals", cosa que fa prova d'una concepció primordialista de la nació francesa. La Reial Acadèmia Espanyola de la Llengua, de cop i volta, també hi veu l'interès. S'expandix a Europa, per bé que a Andorra ja hi era abans que s'expandís. A Andorra la televisió pública acaba emetent programació de France 24 en francès, un altre dels pilars de la política tova dels imperis. Rússia, entre més, resolen obrir els seus propis canals d'informació com ara RT amb l'objectiu d'influenciar les poblacions estrangeres i fer-les partidàries dels projectes ideològics de qui s'instal·la al país.

#### Fallida i reconversió de BPA
La caiguda de BPA obliga el govern andorrà a actuar. Els afectats per la fallida argumenten que no fou necessari liquidar el banc. En efecte, el govern andorrà, després de passar-ho al parlament, liquida Banca Privada d'Andorra i crea un banc pont, Vall Banc. Ven el banc a més de la meitat del preu i es crea sobre les seues ruïnes un nou banc. És a partir d'aquest punt que s'obre un gran procés de judialització als tribunals andorrans. Els accionistes majoritaris del banc argumenten que el corralito ideològic promogut pels EUA, no era prou motiu per liquidar el banc. Alhora els responsables del banc argumenten no estar al corrent de l'emblaquiment que s'hi feia. La part contrària diu poder presentar proves que els directors del banc estaven al corrent de les operacions d'emblanquiment.
Les dues parts presenten els seus arguments en dues publicacions, 
- Ricard Poy (2019) Les set plagues de BPA. Autoedició
- Eric Merola (2020) The Andorra's Hustle. Amazon

La judicialització de la fallida del banc, però, ha permès saber que el FinCEN es trobava força amoïnat per l'emblanquiment de diners procedents del narcotràfic neerlandès a bancs andorrans. Carles Fiñana i Pifarré, aleshores cap de la intel·ligència financera del país, es va dedicar a enviar informacions falses als EUA per a desfer-se de BPA i salvar l'aquisició d'immobles a La Massana, propietat dels traficants neerlandesos. Aquests haurien estat blanquejant els diners a través de Crèdit Andorrà. Els casos de que s'acusava BPA ja havien estat judicialitzats i tancats a abans que el FinCEN emetés la nota.
Un cop emesa la nota el govern espanyol va intervenir la filial espanyola de BPA a Madrid. El judici ha permès saber que Espanya volia tenir els comptes de polítics catalans de tall independentista per tal de reprimir-los per haver promougut el referèndum d'autodeterminació de Catalunya. I, en aquesta línia, Espanya va amenaçar BPA de tancar portes en cas de no obtenir-ne els comptes. El periodista Genís Cormand s'ha pogut procurar la instrucció i els àudios concernits. El banc només posseïa els comptes de l'expresident català Jordi Pujol, però la policia espanyola va entrar il·legalment a la seu bancària de BPA per pescar-hi els comptes de tots els clients. Atès que no tenia els comptes de més polítics, la diplomàcia espanyola, segons arguïx la defensa de BPA, fa pressió per tal que els EUA publiquen la nota.
El govern andorrà, segons es desprèn de la premsa, n'estava al corrent i va liquidar el banc amb l'acord de Madrid i, tot seguit, el cap de govern andorrà, Xavier Espot, va comprar el banc com a negoci personal mitjançant Vall Banc. L'afer ha portat Mariano Rajoy, ex-president d'Espanya, als tribunals andorrans "per coaccions" al govern andorrà mentre que el mateix govern andorrà va ser portat a la Justícia per prevaricació en l'afer. Se'n desprèn que tots dos varen col·laborar estretament per enutjar l'autodeterminació catalana i sense estar-se de carregar-se tot un banc amb els estalvis conseqüents de la ciutadania andorrana.

Els diners es trobaven, però, a Andbank, però la policia i el govern espanyol s'estalviaren d'acusar Andbank al FinCEN perquè tenia els comptes del rei espanyol. Els governs espanyol i andorrà varen prevaricar i mentir a la població per tal de reprimir els drets bàsics del poble català. 
El govern de Mariano Rajoy, amb el vist-i-plau de l'oposició socialista encapçalada per Pedro Sánchez, s'inventava casos de corrupció per desfer-se de l'oposició, així com espiava polítics independentistes per tal de seguir-ne els rastres i muntar tot un operatiu judicial en contra seu. Els tribunals belgues ja sentenciaren que Espanya no garanteix neutralitat ni dret a un judici just a les causes contra els polítics catalans favorables a l'autodeterminació catalana. La justícia escocesa, suïssa i alemanya es neguen a entregar cap polític exiliat. Fou també d'hàbit del govern hispànic muntar-se suposades ingerències russes a Catalunya.

#### El Procés d'autodeterminació català

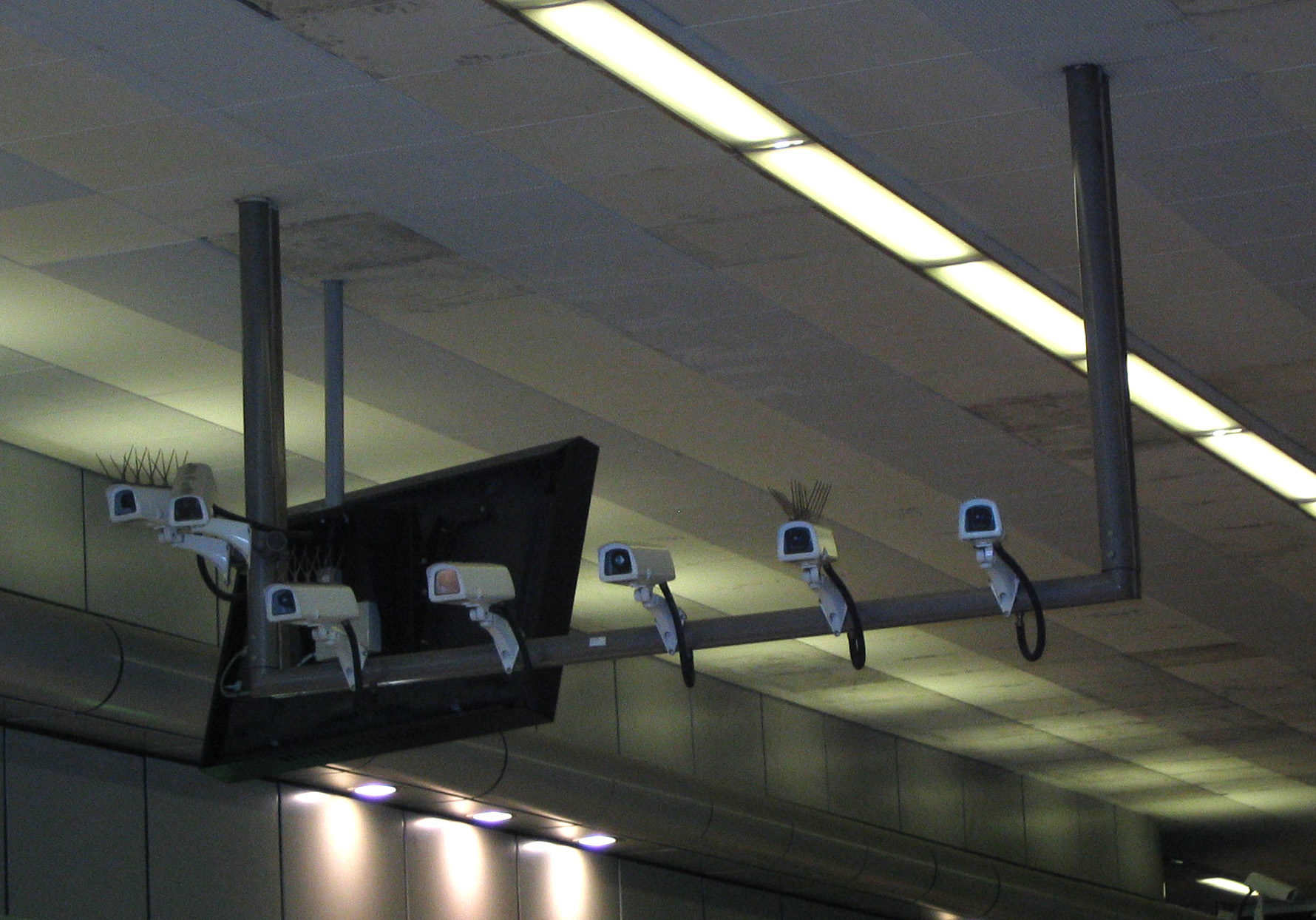
El govern espanyol és portat als tribunals per haver enregistrat manifestacions de la dissidència sense autorització. És a la Xina que sorgix la idea de registrar els passos de cada ciutadà mitjançant sistemes electrònics de vigilància audiovisual.

Mediaset és assenyalada de promoure l'ultradreta als seus programes de televisió. A Cuatro el programa First Dates dedica un prime time a VOX.

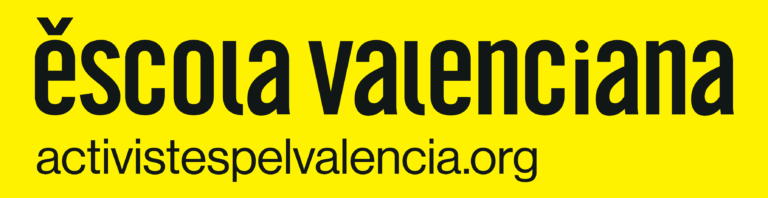
La dreta espanyola promou en aquesta època la segregació a l'escola per motius lingüístics, tal com Holanda havia fet a les seves antigues colònies indonèsies, sota pretext d'un suposat bilingüisme, i veta la protecció de l'occità a l'Aran.

Catalunya va voler autodeterminar-se després de veure que no es podia continuar amb el projecte imperial hispànic perquè menysté les nacions catalana, basca, gallega i aranesa, tractant-les com a colònies. En efecte, Espanya és aleshores un regne amb monarca al seu capdavant, manté colònies fora de la Penínula ibèrica, reivindica el llegat colonial i mitjançant la doctrina de la Llei i l’ordre empresona la lliure expressió cultural i social d’aquestes respectives nacions de forma sistemàtica, lenta i calculada, tal com n’evidencien els informes del Consell de Drets Humans de l'ONU. De resultes d’això Catalunya mira d’emancipar-se i Espanya empresona els promotors del referèndum d’autodeterminació celebrat arran de l’1 d’octubre del 2014, a més de tota dissidència o denúncia.
Per arribar-hi l’Estat espanyol es dedicà a espiar polítics amb opinió diferent a aquella emesa per la majoria, desacreditar-los públicament mitjançant la policia, els serveis d’intel·ligència i els mitjans de comunicació privats com públics, i finalment, inventar-se casos de corrupció per tal d’asfixiar-los financerament. Hi col·labora els grups Mediaset i Atresmedia, cosa que inclou La Sexta, Telecinco o Antena 3. En aquesta qüestió el govern andorrà i francès varen col·laborar estretament amb l'estat espanyol, segons es desprèn de les declaracions públiques d'ambdós.
La qüestió és geopolítica i presenta moltes més explicacions que una simple lectura de notícia de diari. Ens obliga a tornar a parlar de la Guerra de Secessió d'Espanya, de la Guerra dels Segadors o de la Guerra de Restauració de Portugal, fins i tot de la Guerra dels Vuitanta Anys amb què Holanda n'obté la independència. Per entendre-ho es pot mirar de cercar explicacions a la construcció nacionalista feta a França i Europa al segle xix. En efecte, el projecte nacional català és pannacional, la qual cosa és legal i legítima. Així mateix Itàlia ha pogut formar-se com a estat a banda mitjançant un projecte pannacional. N’hi ha hagut molts a tot Europa, i fora d’aquest continent també. Romania, Albània, Irlanda, el Tibet, Itàlia o Grècia. Però França no compon aleshores amb tots els dibuixos fronteres degut a qüestions imperials. Hui, de fet, encara manté colònies (ex.: Guaiana Francesa) i promou referèndums a la Nova Caledònia per guanyar posició davant les ambicions petromonarquies que sacsegen l’Oceà Índic.
França no ha respectat anys ençà la integritat cultural interna ni externa del seu país i mitjançant les mateixes doctrines que l'estat espanyol, empresona la lliure expressió cultural i social de les seues minories, sistemàticament, lentament i calculadament. Tampoc no vol demanar perdó en processos de genocidis en què ha participat activament com ara el genocidi de Ruanda alhora que no abandona les ambicions colonials després de la independència de les seues colònies.
Durant el segle xix, França reprèn a les Guerres napoleòniques les seues ambicions hegemòniques i per això, després de cedir la independència de Portugal (Guerra dels Trenta Anys), prova d'annexionar-se'l a Espanya (Andorra durant la Revolució Francesa), tot fent ús dels microestats per garantir-se la protecció de dites ambicions, amb un rol paternalista (Andorra durant la Revolució Francesa). Andorra és en aquesta forma de fer un peó contra l’autodeterminació catalana. La qüestió catalana no planteja cap problemàtica ni de cara a Andorra, ni de cara a França. El projecte pannacional català inclou al segle XXI Catalunya, el País Valencià i les Illes Balears, dona el dret a autodeterminació al País d'Aran i no reclama Andorra ni l'Alguer, ni la Catalunya nord. L'exemple més evident d’això mateix és la cessió de dret a celebrar un referèndum d’autodeterminació a l’Aran. Però França, encara manté el càrrec monàrquic de coprincipat d’Andorra perquè d’ençà les Guerres Napoleòniques, continua volent exercir hegemonia a Europa. D'ençà la caiguda del règim franquista que l'estat francès promou a l'antiga Catalunya nord tot de populismes, fent passar la població per catalans, però francesos al mateix temps --orgullosos de ser catalans, francesos i europeus. Atès que hui s'evidencia que aquest populisme s'orienta cap a l'extrema dreta, a poc marge d'haver emportat eleccions regionals o estatals, l'ajuntament de Perpinyà mira d'eliminar-hi tot símbol de catalanitat.
Per això França, detentora del coprincipat andorrà i, per tant, representant d'aquest, adopta recolzar Espanya i fer ús de la seua mateixa doctrina, segons la qual la Llei és sinònim de democràcia, tot sabent d’avantsala que no és així. Cas contrari, podríem argumentar que l'Aràbia Saudita és una democràcia perquè és legal que les dones no hi puguin conduir cap vehicle en virtut de ser dones. Segons Espanya l'autodeterminació catalana és inconstitucional, però la Constitució Espanyola reconeix que Espanya és un règim monàrquic, amb nacions dins seu i colònies a banda. Així mateix Ceuta i Melilla gaudixen d’estatut d’autonomia sota doctrina de cafè per a tothom, Catalunya o el País Basc són nacionalitats històriques. Empesa per la diplomàcia francoespanyola, la Unió Europea resol donar el vist-i-plau a la independència de les nacions escocesa i gal·lesa, però desatendre el dret a autodeterminació de Catalunya, així mateix es va fer públic. L’objectiu era reprimir els britànics per haver votat favorablement a l'eixida de la Unió Europea, de manera que la presidenta escocesa rep la visita de Jean-Claude Junquer materialitzant l'acord. El Grup del Consell d’Europa contra la Corrupció avisa l’any 2016 Espanya d’haver perdut la divisió de poders i perseguir polítics pel seu pensament. Els carrers a Catalunya s'ompliren aviat de clavells, tot imitant la Revolució dels Clavells a Portugal. La legislació internacional no permet fer ús de cap Llei com a forma de mordassa, però el règim hispànic en feia ús, així mateix argumenta la posició independentista, confirmada per l'ONU. El Secretari General de l'ONU visita en aquest aspecte Andorra i advertix que totes les "qüestions" internes dels països s'han de resoldre de manera pacífica, tot "respectant les aspiracions" dels pobles concernits, en aquest cas Escòcia i Catalunya.
A tot això Andorra només podia eixir objectivament parlant amb millores de la seua condició econòmica i social, però el govern andorrà preferí jugar a fer l’andorrà. D’aquesta manera no va reconèixer la declaració d’independència de Catalunya i va maniobrar amb el govern espanyol per tal de carregar-se Banca Privada d’Andorra. Això darrer acusen els afectats per la caiguda del banc. El govern andorrà oblida aleshores les dificultats amb què aconseguí ser reconegut com a estat a nivell internacional arran de la Transició Nacional quan, a França s'hi deia que Andorra no era un subjecte polític i, Espanya, li negava el seient en organitzacions internacionals.

Mentre el Consell d'Europa alerta de la manca de separació de poders a Espanya, aquesta se salta la jerarquia jurídica a la causa judicial contra Puigdemont, en acord amb la decisió de la justícia polonesa de saltar-se les sentències dels tribunals europeus. La UE sanciona Polònia, però s'estalvia les sancions a Espanya.

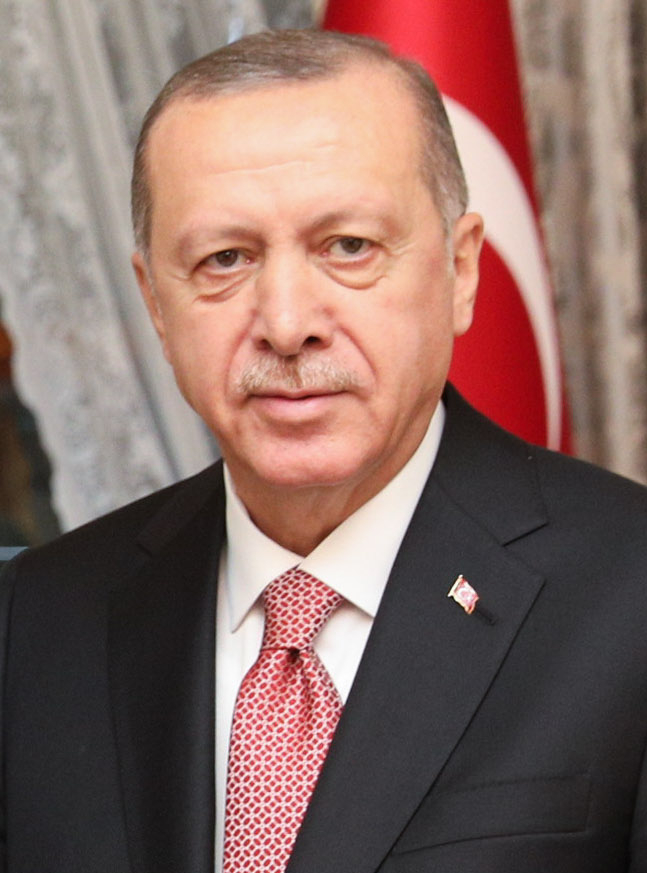
Erdoğan a Turquia s'inspira de la persecució a la dissidència espanyola per prohibir el referèndum d'autodeterminació kurd. Argumenta que l'autodeterminació no és constitucional a Turquia.

Una doble vara de mesurar que fou evidenciada a Rússia, país que tanmateix, no votaria mai a favor d'una secessió escocesa o catalana, vist el problema txetxè i la continuïtat del seu projecte imperial que, com l'hispànic, inclou altres nacions, com els cas de Lituània, Letònia o Ucraïna. Fet i fet, la qüestió catalana és presentada a la població amb política de la por, tot reprenent el mateix modus operandi de Donald Trump als EUA. Aquesta doble vara de mesurar va posar en evidència els EUA, el Regne Unit i França, membres de seguretat de l'ONU, que a mode de col·legiat de garanties, hauria de garantir l'aplicació de la Carta de les Nacions Unides, sense promoure guerres per petroli ni ambicions colonials.
Els polítics catalans favorables a la independència són empresonats després d'un judici polític en què se'ls acusa de delictes que no existixen, com permetre debatre al parlament de Catalunya, autodeterminar-se o demanar l'opinió de la ciutadania mitjançant un referèndum. En efecte, els jutges encarregats d'empresonar els presos polítics catalans no varen deixar l'advocat de la defensa de Jordi Cuixart presentar-se per defensar el seu client. Es va vulnerar el dret a intimitat, a presumpció d'innocència, a pensar, a moure's lliurement, a no respondre i a defensar-se en la llengua oficial de l'estat que plagués als presos polítics i als seus testimonis. L'oposició en canvi va rebre l'ajut dels jutges quan la defensa dels presos polítics evidencia la falsedat de les acusacions, i acota les preguntes per tal que els presos polítics no puguin parlar sobre allò que l'acusació no vol sentir a parlar. D'aquesta manera els presos són condemnats per haver animat a manifestar-se violentament, obviant que fou el govern espanyol hi envià l'armada, per aire, mar i terra, amb un lot exprés i a l'engrós de policies per tal d'apallissar els votants al referèndum d'autodeterminació, que exerciren resistència pacífica. Les acusacions de violència es fonamenten en falsedats. Així quan Josep Borrell és entrevistat sobre la politització de la justícia espanyola a la televisió alemanya, interromp i marxa de l'entrevista. El ministre d'exteriors espanyol argüeix llavors a la televisió estatunidenca que les imatges sobre les pallisses de la policia espanyola als voltants són fake news, tal com Donald Trump diu haver-hi falses notícies als periòdics que no conjuguen amb la seva propaganda. A més els jutges varen abusar de la presó provisional. Carme Forcadell és empresonada per haver exercit el seu càrrec de moderadora al parlament, així com els jutges rebutgen els testimonis de la banda acusada. Els tribunals espanyols destituïxen quatre possibles càrrecs a presidència de la Generalitat per les seues idees polítiques. No varen deixar prou temps als advocats defensors dels presoners polítics de preparar les seues defenses. També han vulnerat el dret a observació internacional, tot i que han autoritzat el partit d'extrema dreta VOX, negociador amb la part que acusa, presentar-se com a acusació popular. Moltes instruccions començaren sense l'advocat defensor, fet que presenta una greu vulneració de la Llei i la Constitució Espanyola. Els tribunals comunicaren igualment les detencions abans a la premsa, que no pas als presos polítics.
Tot aquesta violació als drets humans i al règim de democràcia es torna a repetir a Europa. En efecte, Grècia aprova en referèndum que no acorda amb el tracte que li proposa la Troika, designada per França i Alemanya, però aquesta mateix imposa igualment els seus criteris. El poble francès no va voler aprovar la Constitució Europea però el govern la va imposar mitjançant un decret. La Unió Europea torna a presentar abús de poder a les negociacions per l'acord d'associació amb Suïssa.
És entre els mitjans de comunicació i la policia que Espanya entra operar a Andorra. El govern espanyol s'inventava casos de corrupció contra polítics contraris a la seua ideologia política. El ministre d'interior espanyol mandata a José Manuel Villarejo per tal que coaccione i trobe informació que concernisca els polítics catalans de caràcter independentista. En no trobar-ne sempre, la policia és encarregada d'inventar-se les corrupcions, demanant a diaris ideològicament afins, com ara OK Diario, El Mundo o El Confidencial, de publicar la falsa informació. A còpia de les maneres de fer de la premsa rosa, les portades són tot seguit objecte de sensacionalisme als platons de televisió afins al poder, com ara el grup Mediaset o Atresmedia. En aquest sentit Villarejo rep i paga comissions que destina a Andorra. D'entre la informació que ha eixit publicada a la premsa, Villarejo estaria al corrent de comptes bancaris de l'antic rei d'Espanya a Andorra i estava al corrent de la corrupció al si del mateix govern espanyol. És a dir, sobre aquesta xarxa per coaccionar polítics, es paga diner en negre a tercers i s'envia aquest diner a bancs andorrans.

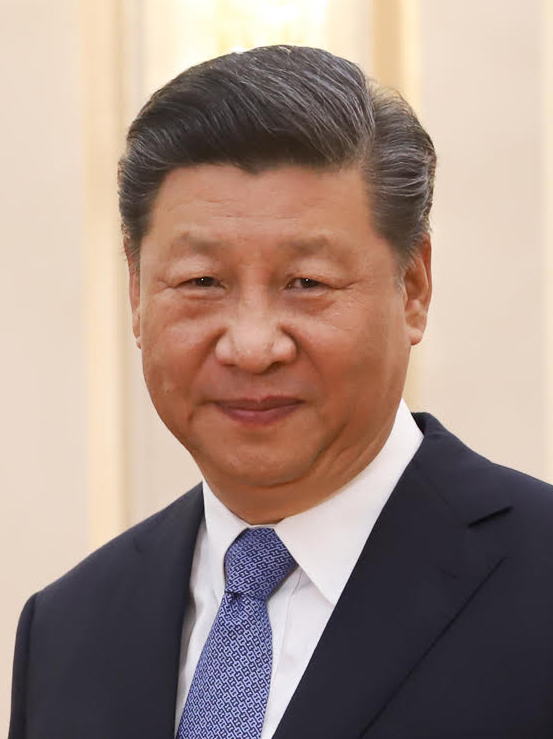
La Xina branda com Espanya l'acusació de terrorisme a tota dissidència favorable a la democràcia i a les minories del país.

El monarca hauria estat rebent durant prop de 30 anys regals en forma de xec de petrolieres àrabs. Els diners eren passats tot seguit a bancs residents en paradisos fiscals, entre els quals Suïssa o Andorra. Els comptes bancaris del rei a Andorra haurien quedat estalviats de tota intervenció, contràriament a BPA. Això mateix es pot desprendre de les acusacions de BPA i la informació extreta de la premsa. 

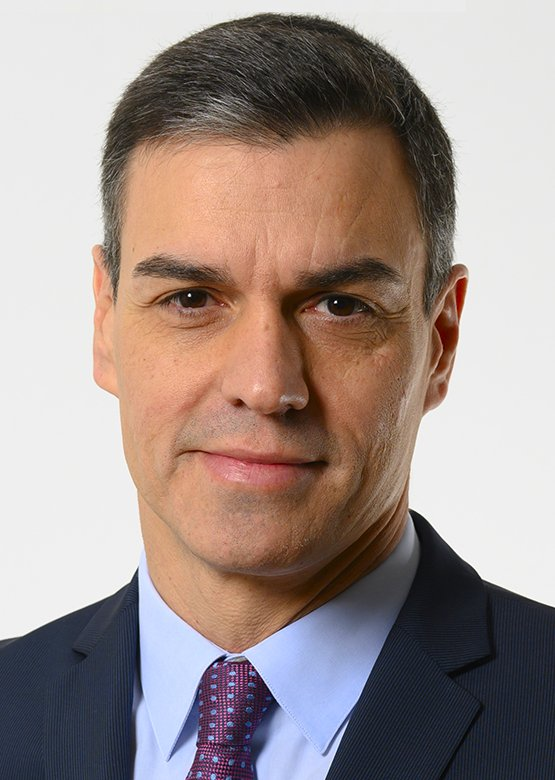
El govern espanyol practica el nomenclaturisme lingüístic, tal com els Imperis europeus feien a l'Àfrica. Reivindica les colonitzacions com "la fita més important de la història", sense demanar perdó a Mèxic i reivindicant el "dia de la hispanitat".

 El diari Públic fa saber, però, que Villarejo també hauria estat pagant a BPA per amagar assumptes poc lícits del banc. Segons el diari, que hauria accedit a les transcripcions de diverses gravacions incloses en l'informe de la Unitat d'Assumptes Interns, la policia espanyola hauria pressionat el banc per tal d'obtenir els comptes de polítics catalans. En no obtenir-los, el govern espanyol hauria volgut carregar-se BPA. Villarejo estaria al darrere d'aquesta operació, però hauria estalviat els comptes del rei hispànic a Andorra.
Espanya va utilitzar àmpliament la política de la por per tal d'evitar l'autodeterminació catalana. Així segons Espanya una Catalunya independent es tornaria pobre, es tornaria una dictadura, seria aïllada, no seria dins la Unió Europea, etc. Per donar credibilitat a la seua propagana, coacciona multinacionals de marxar de Catalunya i assentar-se a la capital d'Espanya, sense explicar al públic que l'any 2018 Barcelona continua sent un referent mundial en turisme i innovació, amb força atracció empresarial. Les mentides i la política de la por va evidenciar-se amb la proposta del PP, Ciutadans i la dreta en general espanyola de promoure l'eixida d'Espanya (Spainxit) de la Unió Europea. Després de bombardejar la població amb propaganda sobre l'apocalipsi que hauria de venir si Catalunya eixia de la UE perquè es feia independent, amb coacció a empreses amb seu a Catalunya, Espanya proposava eixir de la Unió Europea donat que el Tribunal de Justícia Europeu havia sentenciat que el presoner polític Oriol Juqueras tenia immunitat com a candidat europeu al parlament. Es tractava de fer por a la Unió Europea, que tot i la propaganda mediàtica, sabia que el Brèxit sentenciava un precedent general amb què diversos membres disgustats podien optar pel mateix camí. Andorra decidix jugar a la política de la por amb l'avortament, els matrimonis homosexuals i l'autodeterminació catalana. La dreta andorrana principalment feien de l'avortament o l'autorització dels matrimonis homosexuals un tipus d'apocalipsi. Així Andorra deixaria de ser independent, l'economia s'estancaria, etc. La realitat és que l'economia andorrana, com catalana, ja estava estancada per la Crisi del 2008, i l'afer Sarkozy ja deixava en evidència que el país es troba comandat pels interessos de França. Els governs espanyol i andorrà volien evitar que el poble amb el sufragi a la mà fes avançar els drets civils corresponents i per això el segon no vol permetre la població estrangera amb més de 10 anys de residència, poder votar.

L'espanyolisme finança en aquesta època el sorgiment de partits d'extrema dreta com ara VOX, segons filtracions de WikiLeaks gràcies a fortunes provinents de multinacionals hispàniques, d'antics presidents de l'FMI i del propi govern espanyol.
El fotoperiodista Jordi Borràs fa saber igualment els vincles que uneixen Societat Civil Catalana amb l'extrema dreta, que tot i això, fou premiada per la Unió Europea amb l'estreta col·laboració d'una diputada francesa. Les manifestacions a favor de la família han estat una plataforma per a unir tota l'extrema dreta europea i estatunidenca. Hi participen assessors de Trump, Marine Le Pen, Salivini, Víctor Orban, entre més. Entrevistada pel periodista Ricard Ustrell, Marine Le Pen no amagava ajuda entre VOX, el seu partit i el trumpisme. El PP espanyol es dedica aleshores a reivindicar el cop d'Estat de 1936 amb què s'implanta la dictadura franquista mentre la UE estima sancionar Hongria per saltar-se la separació de poders i reivindicar el traçat colonial d'Àustria-Hongria, però no qüestiona el traçat colonial hispànic.

Fora d'Andorra, el govern espanyol va coaccionar països europeus per tal d'evitar qualsevol suport a l'autodeterminació catalana. Aquí és on l'estat espanyol coacciona Lituània o Letònia. En no aconseguir-ho sempre, com és el cas de Letònia, oferix favors. Això mateix s'ha acabat desprenent de les declaracions del Marroc a la crisi migratòria de l'any 2021. En efecte, el rei marroquí, de gran complicitat amb França i Espanya, hauria fet pressió per tal d'impedir qualsevol avançada de l'autodeterminació catalana, posant bastons a les rodes de la diplomàcia catalana. A canvi el govern espanyol havia de donar suport al Marroc sobre l'autodeterminació del Sàhara Occidental. Els oferiments haurien estat de caràcter militar. Espanya hauria donat milions d'euros com ara 87 milions per al Marroc a canvi de comprar la diplomàcia de països no sempre cooperatius. El Marroc acusa, però, Espanya de ser un soci poc fiable i de no complir les seues promeses. Unes acusacions que Bèlgica també va fer saber amb anterioritat. Les coaccions i invencions per part de la policia, haurien estat elaborades a partir de la formació que l'Estat francès hauria proporcionat a Espanya dècades abans.
Andorra es troba en aquesta situació donant suport al règim hispànic. Les declaracions públiques de l'estat andorrà ho evidencien. El cap de Govern estaria suposadament informat de tot plegat. Segons acusa BPA, el cap de Govern s'hauria aprofitat de la compra del banc. La població andorrana no va ser informada de tot això. El govern andorrà, però, es troba davant un copríncep episcopal disposat a fer saltar el coprincipat degut al matrimoni homosexual i l'avortament. Per mirar de protegir el coprincipat, mira de registrar el règim polític a la UNESCO, fent-lo passar com a patrimoni immaterial de la humanitat. S'atansa igualment a França. D'aquesta forma el primer ministre Manuel Valls diu no estar disposat a canviar el règim de coprincipat. Però el mateix Valls es disposa a saltar de cadira, un cop a la dreta, un altre a l'esquerra, per finalment trobar-se entre l'extrema dreta i contra el dret d'autodeterminació de Catalunya. En aquesta postura ataca la identitat pròpia andorrana. Diu haver-hi sectarisme al model educatiu català, que és exactament el mateix que l'Escola andorrana. Espanya s'inventa suposades ingerències russes contra seu. Rússia seria al darrere l'autodeterminació catalana. Però, el suport que va oferir Letònia i Lituània a l'autodeterminació catalana, n'evidencia la falsedat. La compra de l'opinió dels governs letó i lituà tornen a posar-ho de manifest. Andorra rep part del turisme rus que Madrid potencia. Històricament, l'Imperi espanyol ha tingut l'hàbit de qualificar qualsevol dissidència com a russa, comunista o maçònica. Un mode de fer que és recurrent en espais d'extrema dreta i que es va reproduir amb els mítings de Donald Trump. El seu assessor de campanya es dedica aleshores a finançar l'extrema dreta europea. És d'aquesta forma com els grups mediàtics lligats al poder comencen a fer propaganda i qualificar la independència catalana o escocesa de comunista.
El partit socialista espanyol, després d'haver contribuït a empresonar, espiar i perseguir els polítics catalans, ajudant-se fins i tot de Microsoft per eliminar i destruir documents o llocs webs de la dissidència, mira d'indultar alguns presos polítics amb lletra xiqueta. En efecte, els presos han de presentar penediment i no reincidència, que vol dir deixar de pensar lliurement i no complir la Constitució. El Consell d'Europa emet un ordre d'alliberament immediat dels presos polítics, però el govern espanyol, amb la dreta espanyola, fan figa en intentar aturar l'ordre dictaminat. Malgrat tot, l'estat espanyol manté les ordres de detenció contra els exiliats i advertix del seu empresonament en cas de retorn, en contra de les exigències del Consell d'Europa”. En aquest context és on el govern socialista, tot ajudant-se del francès, mira de continuar la línia dels oferiments i prova de trobar aliats a Portugal, Andorra o Irlanda.
Així doncs es pot dir que els indults concedits a uns pocs presos polítics són propaganda. D'aquesta manera la cita al Liceu al mes de juny del 2021 del president espanyol per anunciar-hi l'oficialitat dels indults, amb l'elit econòmica del regne, va ser mal rebuda, amb interrupcions i xiulades a mig discurs per part de catalans que no conjuguen amb la farsa. La dreta espanyola amb aires imperialistes, així mateix es manifesta a la Plaça Colom, promou manifestacions per tal de recollir signatures amb què se cèlebre un referèndum que prohibisca els indults. Referèndum, eina que es fa servir en democràcia, però que segons els mateixos tribunals, és susceptible de ser inconstitucional.

#### La destrucció del sector financer andorrà
Les aliances que el govern andorrà va mantenir amb Espanya i visibilitzats a la Cimera Iberoamericana celebrada l'any 2021 han estat més aviat perjudicials per al país. En efecte, el monarca hispànic és rebut a Andorra com un copríncep més, amb una presència més que discutible del copríncep episcopal. El partit socialdemòcrata andorrà es queixà del paper invasiu de Joan Enric Vies. No en fou pas l'únic. La delegació francesa també hi desplaçà la seua presència, amb algun encontre diplomàtic. Abans, però, el cap de Govern andorrà, Antoni Martí i Petit, deia mantenir unes relacions "excel·lents" amb Espanya. Tanmateix, la cimera serví per a autoanomenar-se com a "espai de geopolítica".
Tot amb tot, d'ençà l'inici de la crisi dels paradisos fiscals, Andorra ha vist com s'hi destruïa el seu sector financer. La crisi derivada de les subprimes fa augmentar el nombre d'assalariats al sector financer, però en paral·lel, Andorra veu com s'hi reduïx el nombre de bancs operatius degut a les ingerències hispàniques. En primer lloc marxà el banc La Caixa, per qüestions fiscals. Espanya no volia pas que hi haguera un banc hispànic a Andorra mentre continuara sent un paradís fiscal. Tot seguit, destruïx BPA perquè vol perseguir la dissidència política i tota forma de lliure expressió que no conjugue amb la unitat de l'Imperi hispànic. En aquest àmbit la premsa fa esment de Villarejo com a llaç entre CaixaBank i el govern espanyol. Aquest se serviria dels bancs del seu país per espiar comptes bancaris de polítics catalans.
L'obsessió de coartar la lliure expressió i de moviment del govern hispànic, de reprimir l'expressió refrendada dels catalans, premissa bàsica de tota democràcia, el porta a destruir el sector financer català, fita final que es va materialitzar amb la compra del Banc Sabadell. Únic banc estranger a Andorra, la filial andorrana és absorbida per MoraBanc, antigament BIBM. D'aquesta forma el sector financer andorrà va reduir-se considerablement. De tenir pop de set bancs, el país veu una fusió constant i resta amb quatre bancs, un dels quals re-formulat per tal de no tancar les portes. Una situació altament perillosa i contrària als principis que propugna l'Organització Mundial del Comerç sobre la lliure competència i no monopolització. En cas de caiguda de més bancs, el país, que no posseïx cap banc central, no té moltes més alternatives per salvar el seu sector financer.
El sector financer s'estalvia les possibles fallides mitjançant un acord amb el Banc Central Europeu de seguit a la vulnerabilitat presentada a la caiguda de BPA. La feta fou una iniciativa dels bancs mateixos, no pas del govern andorrà. I malgrat això l’acord torna a posar en perill la capacitat de prendre decisions i fer respectar la sobirania del país. Les preses ideològiques de la Unió Europea malmeten llavors la lliure expressió del poble i les seves institucions a països col Grècia, Itàlia o Portugal.

### Refer l'economia andorrana

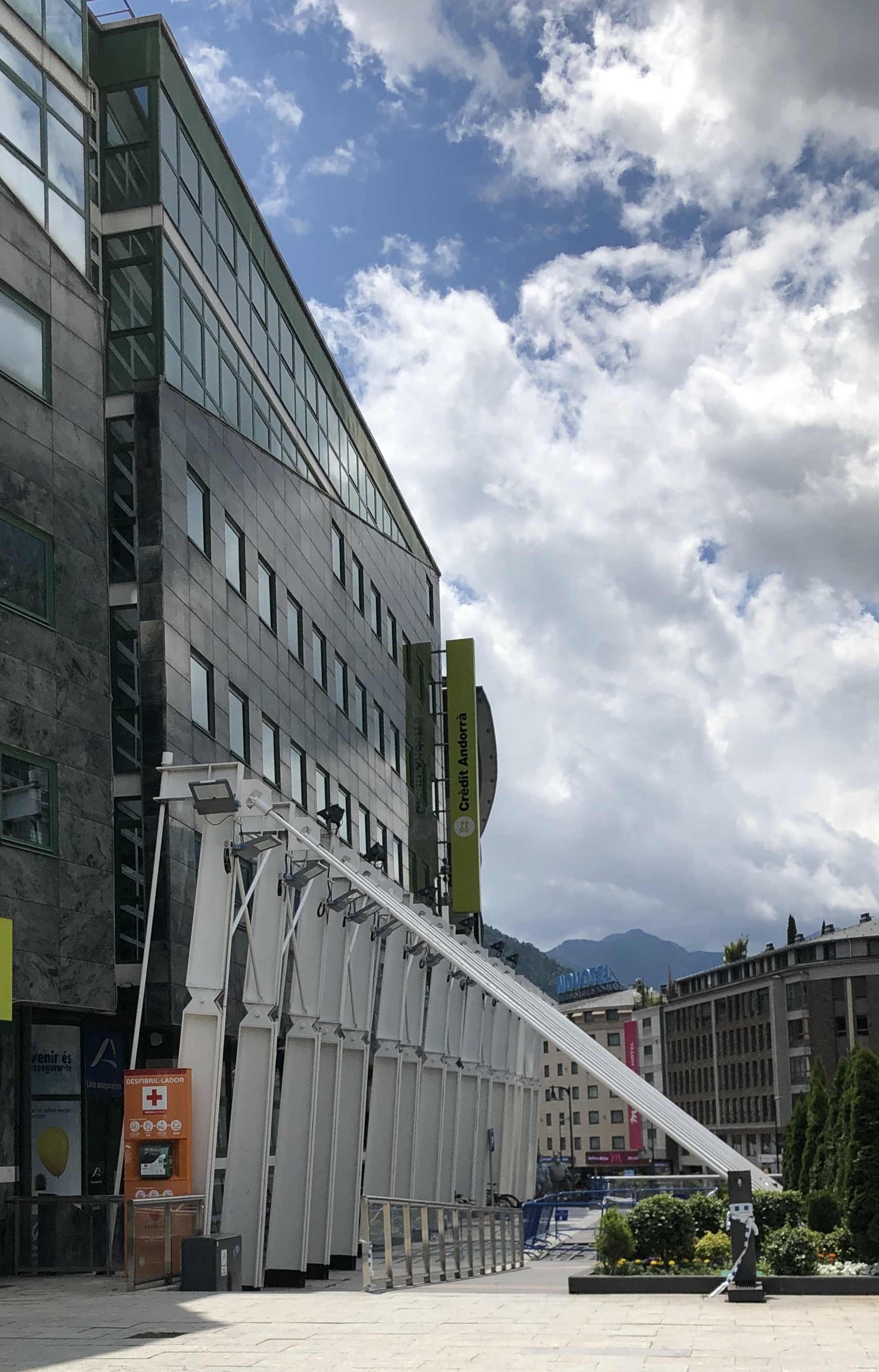
Crèdit Andorrà fou dels pocs bancs del país que no jugà amb els crèdits escombreria promoguts pels Estats Units

Un cop que Andorra ix de la Llista dels paradisos fiscals, el país ha de tornar a replantejar el seu model econòmic perquè està esgotat. Els Anys Daurats foren una època de creixement consumista però el seu model ja no aporta valor afegit a l'economia andorrana. Davant la Gran Recessió i la crisi dels paradisos fiscals, s'evidencià que calia reformar de dalt a baix l'economia del país.
El model de paradís fiscal seguix existint al món després que Andorra l'haja abandonat. Malgrat que França volguera desfer-se'n, l'OCDE no té probablement prou pes per desfer-se dels asiàtics. Alhora n'hi ha al golf pèrsic i per qüestions petrolieres als estats europeus no els convé veure'ls desaparèixer. Moltes multinacionals anglosaxones recolzen el seu negoci en paradisos fiscals asiàtics. Per tant, la intenció francesa de desfer-se'n només abasta Europa. I, dins mateix d'Europa, seguix havent-hi pràctiques d'oasi fiscal encobertes però ni França, ni la resta de països mostren preocupar-se'n a la dècada del 2010.
Després de tot, el govern andorrà mira de refer el model econòmic assumint l'ortodòxia liberal que s'imposava dels dels països occidentals. Això comporta diversos eixos, com ara adaptar-se al model de ciutat mundial. Demòcrates per Andorra guanya dues legislatures en què haurà de fer front a l'oasi fiscal, la fuita de bancs, l'ultimàtum del copríncep episcopal, així com les crítiques per coerció en la llibertat d'expressió. A la segona legislatiu perd escons, per bé que guanya amb majoria.
És amb la presidència de Xavier Espot que es mira de donar un nou model a Andorra. Els objectius del govern eren:
- diversificar l'economia andorrana
- potenciar el turisme benestant
- construir una capital-mundial

Es començà a fomentar l'art com a mètode de propaganda de tipus soft-power, tot i que no només. La promoció de l'art permet fer arribar fortunes a Andorra perquè d'ençà l'arribada del postmodernisme que l'art s'ha transformat en una forma de producció de diners a escala gairebé industrial. L'art és venut per sumes milionàries i això porta els artistes a tornar-se riscs en l'espai de poc temps. La qüestió era fer venir fortunes al país, com ara la Baronessa Thyssen. Andorra participa doncs a les Bienals i alhora renova cada X temps l'Avinguda Meritxell i Carlemany batejada Shopping Mile amb exposicions efemèrides d'art urbà. Alhora intenta potenciar la inversió estrangera dins el país i diversificar l'economia, la qual cosa du a acollir multinacionals de tota mena de manera que el comerç del país es veu influenciat per la seva dinàmica.
S'intenta renovar tot el teixit econòmic amb un nou departament, Actua, que funcionava de facto a mode de think tank. Es fa una crida a empreses estrangeres perquè s'estableixin a Andorra. Es potencia el turisme benestant amb construccions d'alt standing que haurien de situar-se al vell mig d'Andorra la Vella i Escaldes-Engordany. És en aquesta àrea que es va mirar de potenciar l'arribada de client rus. Les construccions inclouen un projecte d'smart city que s'hauria de materialitzat en l'anomenat The Cloud. No obstant, una smart city comporta una ciutat ecològica, eficaç i eficient, amb transports ecològics i autònoms. El govern hi treballa. Però, el projecte The CLoud fou canel·lat, tornat a reprendre's per tornar-se a cancel·lar i deixar-se en un buit.
Finalment, es reprèn el projecte de casino per part del govern d'Antoni Martí i Petit com a forma d'atracció de fortunes. Un projecte que porta llarga trajectòria i que cal tornar a inserir dins la geopolítica perquè des del segle xix que França mira de prohibir casinos a Andorra. A banda, en plena crisi, el govern andorrà potencia el turisme esportiu.
Per finançar tots aquests projectes, el govern de Xavier Espot fa tràmits per integrar Andorra com a nou membre de l'FMI i actualment el país és dins l'òrgan com a membre actiu.

#### El casino, un projecte de llarg recorregut
La construcció d'un casino a Andorra és un desig que remunta al segle xix i que s'acaba concretant l'any 2023 amb l'obertura d'Unnic.

#### Andorra, seu de competició esportiva

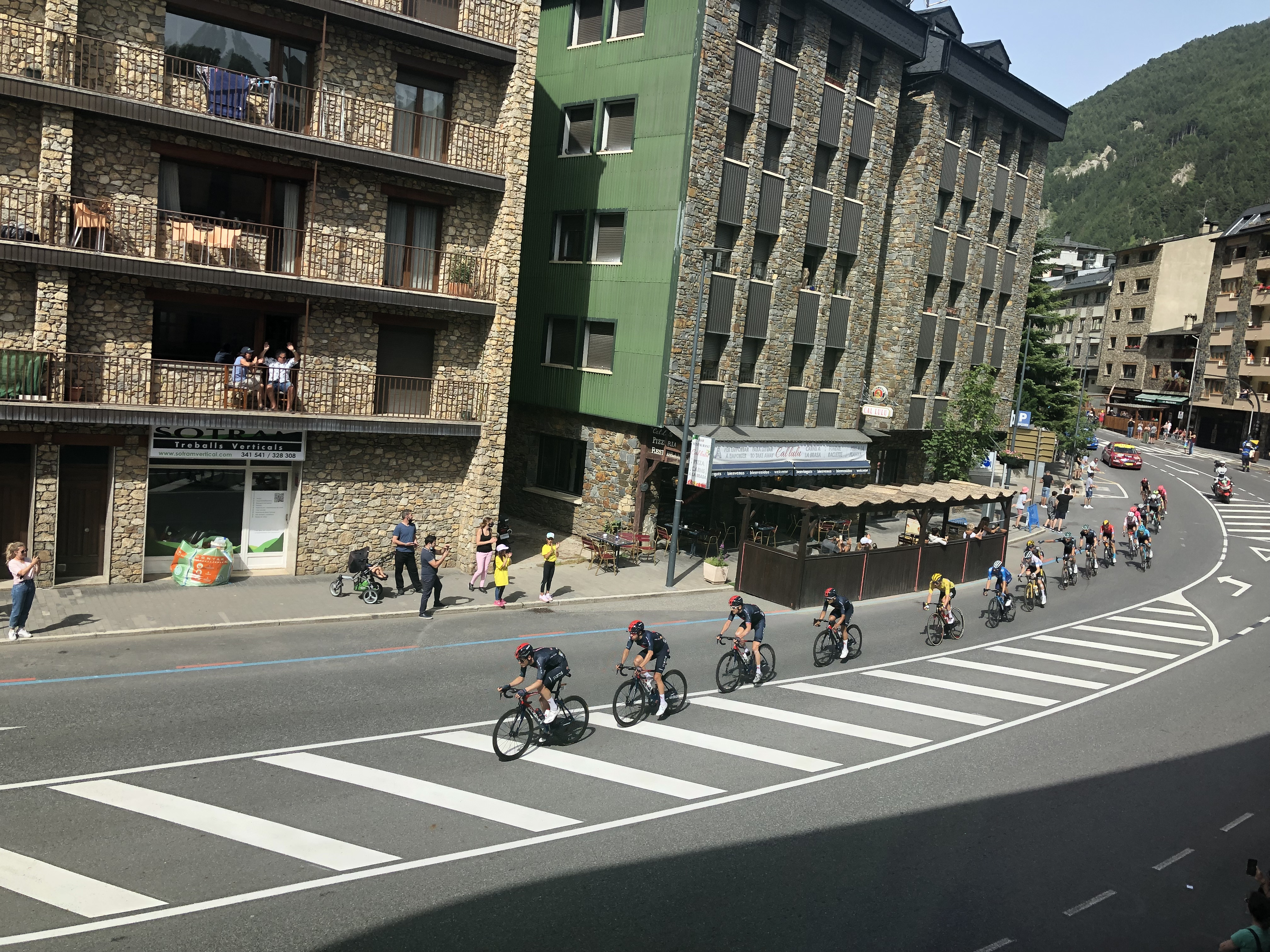
Des dels anys 1960 que Andorra aposta pel passatge dels ciclistes del Tour de França amb l'afany de potenciar l'economia del país.

Fer de l'esport un atractiu turístic. Això és quelcom que cerquen els governs andorrans fa temps però també altres microestats del món. Durant els anys 1990, el govern de Marc Forné intentà acollir els Jocs Olímpics d'Hivern però degut a la Crisi econòmica derivada de les subprimes, el país es veu amb un dèficit públic tant elevat que l'obliga a desfer-se de la candidatura als Jocs Olímpics d'Hivern. Aquests havien estat proposat pels governs liberals andorrans com a manera de potenciar l'economia del país, així com donar un aire fresc a la imatge d'Andorra al món. Per això mateix, durant la crisi, algunes competicions internacionals, cap ni una amb el mateix ressò que els Jocs Olímpics, s'acaben celebrant al microestat.
A nivell internacional, Qatar, Abu Dabi, Dubai o Bahrain, que es desenvolupen durant la globalització gràcies al petroli i la caiguda del mur de Berlín, acollien competicions esportives de primer nivell, comprant equips de futbol europeus o bé patrocinant-los, a més d'expandint canals de televisió esportius com BeIN Sports. A Europa, la política tova que utilitzava l'esport com a mètode de fer-se publicitat va ser sobretot utilitzada per part de Mònaco, que fitxa estrelles esportives per d'aquesta manera destacar als campionats de França i, així doncs, fer-se publicitat a tots els països francòfons.
A Andorra no s'hi veu cap mena d'iniciativa semblant. El país fou el patrocinador, no obstant, de l'Estadi Tolosí. L'esport andorrà no brilla gaire de cara a l'exterior i malgrat el patrocini de l'Estadi Tolosí, no hi ha una vertadera política tova tal com es pogué apreciar a Mònaco o Qatar.
A la dècada dels 2020, el jugador de futbol català, Gerard Piqué, comprà el Futbol Club d'Andorra amb l'objectiu de llançar un equip de futbol andorrà que estigui a l'alçada d'allò desitjat en termes futbolístics. La compra permetia a Andorra de visibilitzar-se a l'exterior en cas d'acomplir-ne els objectius. D'aquesta forma es podria dir que malgrat que no hi havia política pública tova a l'àmbit de l'esport en la mateixa línia que Mònaco o Abu Dabi, sí que la hi trobaríem a l'àmbit privat.

#### Euromaidan: turisme benestant rus
De la mateixa manera que els seus homòlegs hispànic, francès o britànic, el Kremlin no abandonà tot just començar el segle XXI les seves ambicions imperials sobre nacions com Ucraïna, Lituània, Letònia, Estònia, Belarús, etc. Motiu de l'acceleració de l'extrema dreta a l'est europeu, tot i que també cal afegir-hi altres explicacions com la Gran Depressió, Europa camina cap a una nova extrema dreta, aparentment més dòcil, aparentment menys extrema, però, del tot feixista.
La Unió Europea tingué una gran batalla contra aquesta extrema dreta i contra Rússia. No pas perquè li preocupessin els valors democràtics, cas contrari no hauria permès que altres socis mantinguessin presos polítics, com ara Espanya, sinó més aviat perquè el nucli generador i fort de la Unió Europea, França i Alemanya, no volen pas veure com després del comunisme, Rússia recrea les seves ambicions imperials recolzant-se en el model ideològic i econòmic de la Xina.
D'aquesta manera, a la dècada dels 2000, i, de fet, posteriorment amb la guerra, esclata un vertader conflicte entre Rússia i Ucraïna. La Unió Europea i els Estats Units, tot i nodrir els seus mèdia de propaganda sobre la victòria anunciada que mai tingué lloc sobre Rússia, no aconsegueix fer front al Kremlin i aquest guanya a cada nova ofensiva. Desestabilitza Ucraïna degut al comerç del gas, amb la Revolució Taronja i, tot seguit, s'annexiona la nació tàrtara de Crimea, punt focal per al desenvolupament de la geopolítica al mediterrani.
Andorra, que es trobava aleshores en plena crisi econòmica, crida a fer negocis amb Rússia, a més de les noves economies emergents, sense preocupar-se pels drets humans. D'aquesta manera, el país s'omple de treballadors ucraïnesos, russos, entre d'altres, per tal d'acollir la classe afortunada russa. Aquesta aprofita de tenir un país que els obre les portes, per esquiar-hi, negociar-hi i, de retruc, comprar-hi. En efecte, en una entrevista de Catalunya Ràdio feta al portaveu del govern andorrà, Jordi Cinca, la periodista li pregunta sobre l'arribada de capital rus a Andorra, la qual cosa confirma que el país acull de la mà de la diplomàcia andorrana capital rus, el qual estaria fins i tot darrera d'un parc aquàtic que es volia construir a la capital. Aleshores el portaveu nega que hi hagi cap mena d'entrada de capital rus, però la premsa periòdica l'acabà delatant. Segons aquesta, unes disset empreses del país haurien estat participades amb capital rus des del 2014. Si més no, es podria dir que el país s'apropa a les noves economies mundial perquè, al puixança econòmica de la Xina, així com la crisi de les Subprimes a Europa, posà les bases per noves potències econòmiques al món. D'aquesta forma, el rus comença a ser après a Andorra i comencen a veure-s'hi cartells amb la traducció en rus dels reclams publicitaris.
Tanmateix, la situació internacional agafa el país tot de cop i, si durant la crisi econòmica hi hagué creixent del turista ric rus, aquest desapareix amb el bloqueig que la Unió Europea promou contra Rússia en represàlia a l'annexió de Crimea. L'hivern 2014, l'un dels més tensos amb la Unió Europea, la baixa de turistes russos es va deixar notar a Andorra a conseqüència de la caiguda de la moneda russa. El país deixa d'acollir progressivament la mateixa quantitat de turisme rus i, per bé que les grans companyies del país encara destinen diners en personal rus i traduccions russes, així com la mateixa Agència de Turisme Nacional, els nivells de visites russes deixaren de tenir el mateix pes arrel de l'annexió de Crimea.

## Documentació audiovisual
- Produït per la Corporació Catalana de Mitjans Audiovisuals. El mirall andorrà, 2020 (Sense Ficció).
- Amazon. L'estafa d'Andorra. Enric Merola.
- Produït per la Corporació Catalana de Mitjans Audiovisuals. Pujol: els secrets d'Andorra. 2021.
- Produït per la Sexta. Andorra las dos caras. 2021.